# 行列のできる相談所
『行列のできる相談所』（ぎょうれつのできるそうだんじょ）は、日本テレビ系列で2002年4月7日から2025年3月30日まで毎週日曜日の21:00 - 21:54（JST）に放送されていたバラエティ番組。通称は「行列」。モノステレオ放送（2011年10月16日放送分より）、字幕放送を実施している。
放送開始から2021年9月26日までは、『行列のできる法律相談所』（ぎょうれつのできるほうりつそうだんじょ）のタイトルで放送しており、同年10月10日からは「法律」が取れた状態のタイトルで放送している。

## 概要
2000年・2001年に『絶対に訴えてやるぞ!!芸能人VS弁護士軍団・大爆笑!法律バトル』（「スーパースペシャル」枠）、『日テレ式法律バラエティー・守ってあげたい』、というパイロット版が放送され、2002年4月7日からレギュラー放送されている。
放送開始からしばらくは再現ドラマで日常のトラブルを提示し、「ここで損害賠償を請求できるのか?」「離婚できるのか?」などといった様々な法律問題の課題について、司会者やゲスト、弁護士軍団がトークを繰り広げるという法律バラエティであったが、2007年以降は企画やテーマにちなんだ出演者のエピソードについてのトークが中心になっている。
本来は法律を扱う番組であるものの、番組内のトークが影響し日本PTA全国協議会による「青少年に見せたくない番組」では平成18年度以降5年連続してランクインしており、平成22年度に8位まで上がっている（平成18年度・24位、平成19年度・同率18位、平成20年度・同率15位、平成21年度・同率19位、平成22年度・8位）。
最高視聴率は『24時間テレビ30 「愛は地球を救う」』の萩本欽一によるチャリティーマラソンが引き続き生中継で放送された2007年8月19日放送分の35.3%（平成のバラエティ番組史上2位）であった。
特番時代から18年半、番組オープニングやスタジオセットのモニターにおける副題とキャッチコピーとして「絶対に訴えてやる!」があったが、2018年7月を最後に消えた。2020年5月3日放送分からはスタジオセットが変更されたほか、同年7月5日放送分からは開始以来変えてこなかったタイトルロゴも大幅リニューアルされて「法律」の文字が列から外され、弁護士軍団が見解を出す際に流されるジングルのフレーズ「Give Me a Truth!」が下部に加えられた。その後、法律問題を扱わない回が増え、11月8日放送分からは「法律」のサイズが若干小さくされる修正がなされたほか、オープニング映像も若干変更されている。
2011年10月16日のスペシャル放送より編成上の音声がステレオに変更されたが、BGM・効果音含めモノラル音源で収録されている現状は変わっていない。
2020年3月15日放送分から、新型コロナウイルスの影響で無観客状態で収録が行われている。
2021年10月からは番組タイトルから「法律」を取った『行列のできる相談所』にタイトル変更し、リニューアルされた。これ以降も弁護士3名は週替わりで登場している。
2022年4月10日の放送から、番組開始20周年を期に番組ロゴやスタジオセットを大幅にリニューアル。
2025年3月30日の放送をもって終了し、同年4月からはSixTONESの『Golden SixTONES』が日曜21時放送のレギュラー番組としてスタートした。

## 歴代出演者

### 所長（MC）
島田紳助
所長のわりに番組タイトルを噛む、または噛みそうになることがあり、収録をやり直したこともある。相談内容を忘れているのは日常茶飯事。過去に「史上最強の弁護士軍団」の紹介のところを「史上最強の鑑定士軍団」と言い間違えたこともあった。また、冒頭の「『行列のできる法律相談所』へようこそ!」も勢いで言っているためかたまにとちることがあった。
紳助本人は、「俺は法律番組の司会を頼まれてやっているだけ」「台本を読んでいなかった」と発言していた。
「離婚なんて時間の問題」と発言したゲストが、実際に出演後に離婚したケースが数多くある。
番組内で裏番組を褒めたり薦めるときがあったが、時には裏番組に流れる大人に対抗するため、子供の数字を集めようとウルトラマンたちを呼んだり、裏番組の放送期間中、視聴率の勝ち目がないと判断して、東野幸治1時間スペシャルを企画し、放送したこともある。
雛壇の司会者席の近くの手すりに肘をつけてゲストのトークを聞くことが多かった。（紳助降板後は、スペシャルMCの明石家さんまが真似をしていることがあった）
番組収録ではフリートークや掛け合いが延びることが多く、本編の倍以上がざらである中、番組収録よりも競馬観戦を優先するために無駄なトークを省いたり、収録中に時間を気にしており、腕時計をチラチラ見ていた回数を番組スタッフが計算したところ、6年間で372回であった（2008年9月7日放送分）。また、「GIレースならGIが優先」（2006年の新春スペシャル）と公言しており、GIを見たいがために収録を早々と打ち切った回が2回あった。紳助の時間を気にする行動は直らなかった。また、小倉優子は「紳助さんは合コン等の飲食があれば絶対に進行のピッチを上げる」と証言している。（2008年9月7日放送分）。2011年4月24日、『24時間チャリティランナー発表緊急生放送スペシャル』で（曰く）6年ぶりの生放送を行った際、「こんな番組って楽なもんか」と感じるようになり収録時間が短くなる傾向にあったという。
過去の京都スペシャルで「寺を使って料亭を経営」と発言したことで関係者が激怒し、その次の回の京都スペシャルでは紳助の発言をチェックするために責任者が同席することになった。
番組内で様々な悪行・暴言を繰り返したため、新春スペシャルで過去4度懺悔の滝で水を浴びる罰ゲーム（『オレたちひょうきん族』の「ひょうきん懺悔室」のパロディ）を受けた。さらに、2009年4月には「一日保育士」の罰ゲームが決定したが、これは実施されることはなかった。
「御飯のお供スペシャル」などの食べ物が出てくる企画では、基本的に提供者に遠慮せず好き嫌いをハッキリ言う立場を貫いている。これは番組で不味いと思った商品まで無暗に褒めてしまうと視聴者がお金を出して買ってしまうという懸念によるものである。
2011年8月21日の24時間テレビの直後の特別生放送後、暴力団関係者との交友事実発覚を受け、2日後の23日に引退。本番組も降板した。それ以降は、スペシャルMCの明石家さんまが頻繁に紳助の名前を出して笑いを取ったり、東野や貴理子を始めとする出演者も、紳助の話題に触れたりしていた。また、過去のVTRが放送されても一度も姿は映されてこなかったが、2025年3月30日の最終回で実施された生オークション企画内のVTRにおいて前述のプロジェクトについて語る姿が初めて当番組において公開・放送された。
紳助降板後は交代制で所長を務めている。また、スペシャル回では明石家さんまが所長を務める。
その他にも所長を務めたことのある出演者がいる（#所長経験のある出演者）。
東野幸治
番組初期から行列メンバーとして登場。本番組によってその頭髪から「チリチリ」というあだ名が確立され、その髪型で頭突きをする「チリチリドリル」という技も誕生させた。紳助引退後だけでなく、それ以前の紳助謹慎時にも代理所長として務めた。トーク中にゲストではなく別の方向を向いていたり、知ったかぶりをすることがあったため、紳助からは「問題児」と言われたことがある。また、本番組出演の仕事については「ぱぁーと行って、笑っていればギャラが入ってくる」と評している。
番組が盛り上がっている中、唯一無表情になったり、感動の場面で唯一爆笑するなどの行動が多く、定期的にそれらをまとめたVTRが放送される。（主に、24時間テレビ直後の生放送回で）その際、映画『ハリー・ポッター』のメインテーマがBGMとして使用される。

宮迫博之
ゲストとして何度か出演した後、石田純一の番組降板に伴い、交代の形で行列メンバーに昇格。主に東野不在の週（紳助引退まで）および恐妻家を取り上げる時に出演。紳助が引退に伴う降板後は、東野・後藤とともに交代制所長に昇格。2017年夏に不倫騒動を起こしてからは、その年の『24時間テレビ』（所長の3人と渡部がスペシャルサポーターを務めた）を皮切りに番組内で騒動をいじられることが多くなった。
アーティストがゲストとして出演し、欧陽菲菲の「ラヴ・イズ・オーヴァー」を披露する際には中盤で乱入してデュエットするのがお決まりになっている。
2019年6月、吉本興業所属の芸人たちが振り込め詐欺グループの忘年会に出演していたと写真週刊誌『FRIDAY』が報じた問題で、吉本興業が参加した芸人と複数回ヒアリングを行った結果、反社会勢力という認識はなかったものの一定の金銭の受領があったことが認められ、謹慎処分となった。その後、吉本興業との契約解消（ただし、この処分は後に取り消し）となったことにより、日本テレビより正式に降板が発表された。
後藤輝基
行列メンバーになったばかりのころは、2011年佐渡島トライアスロンのランナーに対する激励として、ドジョウすくいの演技をさせられるなどのスベリキャラであった。
紳助引退直後は東野と宮迫2人で所長を行う予定であったが、急遽後藤が加わり3人体制となった。
2013年、番組中に当時交際していた女性に電話で公開プロポーズを行い、結婚に至った。
井上芳雄
2022年4月10日放送の3時間SPにて、新MCとして加入することが発表された。
当日まで井上本人には知らされておらず、ダンスNo.1決定戦『THE DANCE DAY』の告知ゲスト出演するというドッキリを仕掛けられ、生放送中に本人にサプライズで告知された。
明石家さんま
2012年1月15日放送の2時間SP以降、スペシャル回に所長を務めるのが恒例となっている。初登場した際に紳助の名前を出して笑いを取っていた。
オープニング時はスタジオには出ておらず、毎回カーテン付の特設ステージからの登場となっている。カーテンが上がる際にはシャツや靴下など 衣服が引きはがされたり、自身のものまねを得意とする芸人たち（原口あきまさやほいけんたなど）と一緒に登場したり、別の出演者が登場、挙げ句の果てには観客やスタッフに紛れたりセットの紙を破って登場と、毎回手を変え品を変え、様々な演出で登場している。しかし、2018年10月14日放送分は新秘書の市來が初出演する関係上から、彼女に登場を譲る形でついに板付きでの登場となった。さらに2020年6月14日と2021年10月10日もコロナウイルス感染対策のため演出は無くなり、板付きで開始していた。なお、クリスマスの生放送に関してはゲストの歌唱から始まるため普通に登場する。

### 秘書（アシスタント）
松本志のぶ
2011年8月21日放送分で妊娠を明かし、同年11月20日放送分をもって住田とともに降板し、出産・育児の準備に入った。
2012年5月13日放送分にゲスト出演。2013年3月10日放送分でもゲスト出演し、共演していた橋下徹に会うために大阪市役所へ向かったコーナーで、降板以来約1年4か月ぶりに進行役を務めた。2016年8月21日・9月11日放送分では、リオデジャネイロオリンピックの取材に行っている徳島の代理として約5年ぶりにスタジオでの進行を担当した。
徳島えりか
2011年10月16日放送で初出演し、松本の後任となることが発表された。
2011年10月23日放送分から5週間は見習いとして松本と2人で番組を進行し、2011年11月27日放送分より正式な2代目秘書として出演した。
2014年はソチオリンピックの中継キャスターとして現地に派遣されていたため、2月23日・3月2日放送分は水卜麻美、3月9日放送分は杉野真実が代理出演した。
2016年はリオデジャネイロオリンピックの中継キャスターとして現地に派遣されていたため、8月21日放送分は松本志のぶ、9月4日放送分は笹崎里菜が代理出演した。
本番中はCM中やVTR中にやる気のない態度をとったりしていることを共演者からいじられていた。
2018年8月19日の生放送分にて9月末を持って番組を卒業することを発表。9月30日のレギュラー放送をもって卒業した。2018年10月14日放送分冒頭にて、東野から「（自身がニュース担当の）『ZIP!』に専念することを理由に卒業した」と説明されており、さんまから「ここ（行列）に専念せい!」と突っ込まれる。
市來玲奈
2018年10月14日の3時間スペシャルから3代目秘書として出演。
2018年8月19日放送の生放送スペシャル内で、10月から3代目秘書として当番組に出演することが発表された。当日まで市來本人には知らされておらず、『大きな段ボールに入れられて、インタビュー相手のもとに連れていかれる』というニセ番組のドッキリを仕掛けられ、生放送中に本人にサプライズで告知された。
新型コロナウイルス感染症の拡大以後はスタジオには一切入らなくなり、別の部屋から中継出演する形を継続していたが、現在はスタジオ出演を再開した（1度目の緊急事態宣言の期間当初は出演自体を休み、市來が担当する部分も含めて東野・後藤が全て1人で進行していた）。

### レギュラー
磯野貴理子
番組開始初期から出演しており、本番組における紳助とのやり取りが評判となり、タレント好感度調査で上位にランクインするほど有名になった。また、紳助によって「キリコる」という新語や「トークが嘘」といういじられキャラクターも確立された。元々、紳助とはほとんど接点がない関係であった（1992年秋以降の『オールスター感謝祭』に磯野が出演していた程度）が、本番組を開始するにあたってスタッフに磯野の準レギュラー起用を打診し、それが叶って磯野の番組出演が実現したとのこと。一時期は「磯野貴理」に改名していたが、2011年7月に再改名した。「磯野貴理」時代も紳助や多くの共演者には「貴理子」と呼ばれることがあった。磯野の2度の結婚にはいずれも本番組が関与しており番組内で大きく取り上げられた。2014年秋に発症した脳梗塞の治療のために一時休養した。フワちゃんや滝沢カレンが出演するようになってからは出演する機会が減少しており、月に1回程度の出演となっている。
円広志
行列メンバーであったが、降板。行列メンバーとしての出演時は『夢想花』の一発屋歌手であることや民家の洗濯物を観察する趣味があることを紳助に弄られていた。ただし、降板後も2007年10月7日SPの行列ドラマ「裁判員制度、もしもあなたが裁判員に選ばれたら？」、一発屋歌手・芸人を集めた2008年6月22日放送分、放送300回突破記念の2008年8月31日放送分など不定期に出演している。
松澤一之
紳助との親交が深い。紳助の過去の女性関係にも詳しく、爆弾発言が飛び出すことも。なお、本人は「バラエティはドラマと違って、自分で喋らないとカメラが回ってこない」という理由であまりバラエティ番組に出演することが好きではなく2006年の新春SP以降、出演していない。
えなりかずき
番組開始時から2003年3月頃までに出演。降板後も年に1、2回のペースでゲスト出演。また、2007年10月7日SPの行列ドラマ「裁判員制度、もしもあなたが裁判員に選ばれたら？」の主人公を演じている。
石田純一
出演時には「イケメン席」に座っていることが多い。ただ、後列のバラエティ席に座ることもよくある。長谷川理恵との破局を紳助が番組に本格復帰した2005年1月9日放送分で初めて語った。紳助からは3度結婚していることもあり女性関係で弄られることが多かった。東尾理子との婚約を報じられた際には、紳助や番組側から「断固反対！」の立場を取られ続け、正式に結婚をした頃に番組を降板した。その後、2025年2月2日放送分にゲスト出演。
ブルゾンちえみ
2017年ブレイクし、ゲスト出演。その年の24時間テレビのチャリティーマラソンランナーとして出演以降、ほぼ毎週出演しており、2017年9月より準レギュラーとなった。またwithBことブリリアンが出演することもある。
海外留学のため2020年4月12日放送分をもって卒業した。番組内では、ともに活動を続け2020年3月をもって解散したwithBことブリリアンとの最後のネタを披露した。
2021年4月25日放送分の20年目突入スペシャルにおいて、本名『藤原しおり』として行列にゲストとして1年ぶりに出演。なお、この出演が芸人引退後初めてのテレビ出演となった。
渡部建
2013年SPで行われた「なかなか取材を許可してくれない店の店長へ取材をお願いする」コーナーやドッキリの進行役を務めた後、行列メンバーに昇格。後列右側に座ることが多い。自身のプレゼンテーションがメインに行われる放送では、出演者紹介において本名ではなく「世界の渡部」として紹介されている。
前列に座っているゲストが俳優（女優）の場合は日本テレビで放映中または放映予定のドラマや最新映画などの宣伝を、歌手の場合は作品発表の宣伝を行うも、その告知を「何なんですか？その淡白な告知は！」などとゲストにダメ出しを行い、その後に話の内容などを猛烈なアピールで付け加えるPR役となり、締めに後藤から「渡部さんは何役で出ていらっしゃるんですか？」「渡部さんも歌詞（曲）を書いたんですか？」との問いに「一切出ておりません！」または「書いていません！」というオチが恒例となっており、「宣伝王」の異名も持つ。告知をするゲストがおらず番組が締めくくりそうになった際には、「何かありませんか？」などと無理矢理宣伝しようと尋ねている。2020年6月28日放送分以降は、自身の不祥事に伴い、天の声が代理で務めていたが、7月26日以降はフワちゃんがエンディングでスタジオから伝えているが、カンペを見ながら告知している。
本番中に東野が、当時交際していた佐々木希の話を振った後に後藤が「渡部さん、何かあったんすか？」と尋ねた直後に自身が「ネット見ろ！」と半ギレしつつ発言する件や、SPでさんまが所長を務める回では、さんまが自身にやったことのない職業や生い立ちなどを振ってそれを否定した後、東野・後藤・宮迫の3人がそれにまつわる小ボケを被せるミニコント（さんま曰く、「ドブ芸人のやりとり」）が恒例となっている。後者のくだりには稀に徳島やゲスト枠の女性タレント・芸人（あばれる君や横澤夏子、ブルゾンなど）も参加しているが大半は空回りや内容が他の二人とズレてたり参加する必要がないため、周りから非難の声を浴びたりツッコまれている。2016年11月27日放送分の番組放送600回記念回では佐々木が出演するために、同年20日放送分のラストでわざわざ欠席する事が告知された。
2017年4月9日放送分の3時間スペシャルの生放送部分にて、佐々木希との結婚を発表した。
2019年12月15日放送でレギュラーとなり始めてMCを務め、その後も「世界の渡部」関連の放送回のMCを務めている。
2020年1月12日放送では、ホノルルマラソンに出場するため欠席。代理には相方の児嶋一哉が出演したが、番組の最後に行われる番組宣伝はハワイからのVTRで出演した。
また、翌週19日放送でも渡部の代わりに出演している。
自身の不祥事に伴い、同年6月14日の放送から出演見合せ。その後、降板した。また、これに伴い、渡部が担当する企画『もったいないワタベ』についても、『もったいない企画』に変更の上で暫くの間継続した。
降板後は、東野・後藤が渡部の不祥事や渡部降板までの間にも紳助や宮迫などメインレギュラーが数年おきに何らかの問題を残して降板する事例が連続している（留学や担当番組の都合で正式に「卒業」したブルゾンや徳島などの例外はある）事をネタにする事がある。
フワちゃん
2020年6月28日分で天の声として登場し、翌7月4日から渡部の後任としてゲストの番宣を代わりに番宣する事が多かった（本人が不在などの理由で他のメンバーやゲストで来ている芸人が行うこともあった）。
2024年8月に自ら引き起こしたSNSへの不適切投稿により、事案発生後初の放送となった同月11日放送分および同月18日放送分に関してトーク部分をすべてカットする措置を行い、同月9日までに番組ホームページのレギュラー欄から記載が削除された。なお、騒動の引責により同日より芸能活動を休止している。
滝沢カレン
番組内では、よく小学生時代の写真が使用される。当時のあだ名は「ダースベイダー」。

### 史上最強の弁護士軍団
番組のコメンテーターの総称で、名の通り全員が現役の弁護士である。あくまで本番組内についてなので、詳細は各本人のリンク先を参照。なお、キャッチコピーはナレーターの武田広が弁護士紹介をしていた頃に番組側が付けたものである。
北村晴男（2000年3月 - ）「法廷に笑顔はいらぬ、冷静沈着」
初期は、"冴え渡る明晰な頭脳、冷静沈着"
現在のレギュラー出演者の中で、唯一放送開始当初から出演していた。法律相談などでは一切笑顔を見せないスタイルを貫き、番組中でも滅多に笑わず、笑ったときには番組No.1トピックに扱われることもあった。2000年代後半頃からは、少し笑顔を見せるようになってきている。丸山とは意見が対立するが、その掛け合いでは笑いがよく飛んでいる。番組開始当初は、本番組以外のレギュラー出演は「本業が優先」を理由に原則として断っていたが、現在はやや軟化し、本業に支障のない範囲で他番組にも出演している。2020年5月以降は、ソーシャルディスタンスの一環で出演しない回も目立ち始める。過去に2回（2008年1月13日放送分、2023年3月12日放送分）歌声を披露したことがあり、いずれも自身が敬愛しているサザンオールスターズの楽曲（前者では「TSUNAMI」、後者では「真夏の果実」）を歌唱している。
久保田紀昭「父から受け継ぐ弁護士魂、六法全書の申し子」（2000年3月 - 2003年3月）
初期は"親子二代で弁護士、まさに六法全書の申し子"
紳助に「からくり人形」と呼ばれていた。
噂の真相の報道を巡り、2003年3月をもって「もう潮時」「本業に専念する」との理由で降板。
降板後、番組内で過去の映像を流す際、久保田にはモザイクやCGでぼかし処理がされている。
住田裕子「東大出身のママさん弁護士、法律の母」（2000年9月 - 2011年11月20日）
初期は、"豊大な知識を優しさで包み込む、法律の母"と、"東大出身のママさん弁護士、心優しき法律の母"
主にセクハラなどの女性や子どもの立場の問題での法律相談においては、他の弁護士よりも住田の意見が採用されることが多い。ただし、女性に有利な意見ばかりを述べるわけではなく（稀に）女性に批判的な意見を述べたこともある。女性が被害に遭った事件で極端に高額な慰謝料を算出したり、ハニートラップを容認したこともあり、一部の視聴者から「ものの見方が偏りすぎている」と弁護士としての資質を疑わぬばかりの厳しい批判を受けることもあった。ただ、その手段について局や所属する事務所あるいは弁護士会への投書（信書・電子メール）・抗議電話なのか、2ちゃんねる（2017年に5ちゃんねるに改称）や爆サイ.comなどのインターネット掲示板を通してのものかは明確ではない。また、本村の見解に同意しつつも説得性がないため、代弁していたこともしばしばあった。
紳助からは体形について度々ネタにされていたことが多く、番組内で住田のダイエット企画が実施されたことがあった。
2010年に立ち上げた特定非営利活動法人「長寿社会の安全安心な暮らしを実現する会」の活動に力を入れるため、11月20日の放送分をもって松本とともに降板した。一方、他番組への出演（レギュラー・ゲスト）は継続している。
2024年9月8日放送分で約13年ぶりに出演を果たした。
丸山和也「英語も喋れる国際弁護士、法に魂を込める男」（2000年3月 - 2007年9月）
初期は"英語ペラペラな国際派にして、お酒大好き"、"お酒にゃ強いが涙にゃ弱い、義理と人情"、"英語も話せる国際派、法に魂を込める男"。参議院議員当選後の出演時はキャッチフレーズが"自民党参議院議員"となる
道義的観点から人情論を主張し、北村とは対照的に説得力に欠ける意見を連発する弁護士であり、時に出演者から「本当に弁護士ですか?」と聞かれたことがある。意見が対立する北村と人気1位2位を争う弁護士である。
番組で2005年『24時間テレビ』のチャリティーマラソンに挑戦することを発表し、100kmを完走した。また、翌2006年には番組の計らいによりCDデビューも果たした。
2017年12月17日放送分の放送700回記念スペシャルにて10年ぶりに出演し、法律問題にも参加した。
2024年11月3日放送分で約17年ぶりに北村、住田、橋下と共演を果たし、『令和の法律相談』にも参加した。
橋下徹「法廷に新しい風を吹き込む、茶髪の風雲児」（2003年4月 - 2007年12月、2024年6月23日 - ）
大渕が出演するまでは、弁護士軍団の中では、最も若い弁護士であった。橋下の主張が他の3人と異なるケースが多く、「皆さんの意見は古い」などと言って新しさを求めるような形で流すことが多い。また、明らかにウケ狙いの意見を言って人を笑わせようとする事がよくあるが、丸山とは対照的に発言にトゲがある。
2013年3月10日の2時間スペシャルに約5年ぶりにVTR出演した。大阪市役所を訪れた北村、磯野、松本と対談した模様が放送された。
2016年5月8日には約8年ぶりにスタジオにゲストとして出演し、弁護士として1人だけ見解が違う本村と入れ替わる形で法律問題に参加した。同年11月27日にもゲスト出演し、大渕の席に座って法律問題に参加した。
2024年6月23日放送分復活からレギュラー出演復帰。
石丸幸人（2007年6月24日）
第21回参議院議員通常選挙出馬により丸山の代理出演、この1回のみ出演。
石渡真維（2008年3月 - 2011年7月）
菊地と交代制で不定期出演していた。夫がシンガポールへ転勤したため、番組への出演が困難となり、2011年7月3日放送分をもって降板。
菊地幸夫（2007年8月 - ）「趣味はトライアスロン、知力と体力の鉄人」
丸山、橋下の不在時に4枠でピンチヒッターとして出演。レギュラーとなってからは、石渡真維と交代で出演し、石渡の降板後は毎回出演している。番組の企画であるトライアスロンにも参加し、2011年の佐渡島トライアスロンでは、行列出演者の参加者の中で唯一制限時間内での完走を果たしている。2012年にも、番組の企画としてではなく自主的に参加していた。

本村健太郎（2007年7月 - ）「役者としても活躍する異色の弁護士」
丸山、橋下の不在時に4枠でピンチヒッターとして出演。橋下の降板後はレギュラーとして出演している。なお、テレビ朝日の2時間ドラマ『法医学教室の事件ファイル』には第2 - 43作（1995年 - 2017年）に出演していたが、第44作（2018年8月12日）が本番組の裏番組である『日曜プライム・ドラマスペシャル』での放送となったものの、第43作をもって降板したため、『行列』には引き続き出演。
大渕愛子（2011年11月27日 - 2016年7月31日）
大学在学中の1999年に司法試験に合格した才女。事務所の秘書に元タカラジェンヌの美夢ひまりを起用している。2015年4月19日、26日放送分は出産の為欠席していたが、5月10日放送分より復帰。2016年2月21日放送分も出演予定であったが、本番前に怪我をした為、急遽休演となった。2016年8月の弁護士業務停止1か月の懲戒処分を受け2016年8月7日、14日放送分の出演シーンはカットされた。以降大渕の座っていた2枠は空席のままとなっていたが、2017年4月16日放送分から空席が撤去された。
2021年4月25日放送分の20年目突入スペシャルにおいて、およそ5年ぶりに行列にVTRで出演した。
番組最終回（2025年3月30日）に、弁護士として約9年ぶりにスタジオに出演した。
森詩絵里（2024年6月23日 - ）
2024年6月23日放送分復活からレギュラー出演。
席は原則固定で、向かって左側の席から1枠・2枠・3枠・4枠である。
| 放送日                                | 1枠  | 2枠    | 3枠    | 4枠       |
| ------------------------------------- | ---- | ------ | ------ | --------- |
| 2000年3月 - 2003年3月23日放送         | 北村 | (住田) | 久保田 | 丸山      |
| 2003年3月30日のSP - 2007年12月9日放送 | 北村 | 住田   | 橋下   | 丸山→本村 |

- 代理には、菊地や本村も含まれている

|           | 1枠  | 2枠  | 3枠  | 4枠  |
| --------- | ---- | ---- | ---- | ---- |
| パターン1 | 北村 | 住田 | 本村 | 丸山 |
| パターン2 | 北村 | 住田 | 菊地 | 本村 |
| パターン3 | 北村 | 住田 | 石渡 | 本村 |

上記の中では、パターン2が最も多い。パターン3は2008年3月9日〜2011年7月3日まで。
| 1枠  | 2枠       | 3枠  | 4枠  |
| ---- | --------- | ---- | ---- |
| 北村 | 大渕→空席 | 菊地 | 本村 |

大渕が夫と行列メンバー側に座った回と産休期間中と直前に怪我をした回は大渕を除いた3人での編成になる。大渕の懲戒処分後初の収録となった2016年8月21日放送分以降、2枠は代役を立てず空席のままとされた。
| 1枠  | 2枠  | 3枠  |
| ---- | ---- | ---- |
| 北村 | 菊地 | 本村 |

大渕の座っていた空席が撤去され、正式に3人体制となった。2000年3月の特番以来、17年ぶり。
| 1枠  | 2枠        |
| ---- | ---------- |
| 北村 | 菊地or本村 |

| 1枠  | 2枠      | 3枠                  | 4枠            |
| ---- | -------- | -------------------- | -------------- |
| 北村 | 住田or森 | 菊池or本村（or橋下） | 橋下（or丸山） |

2024年6月23日放送分から『令和の法律相談』として復活。以降不定期放送。原則1枠北村・4枠橋下が固定、2枠・3枠が入れ替わり制（丸山が出演時は橋下が3枠、丸山が4枠）の4人体制となる。
|      | 1枠  | 2枠  | 3枠  | 4枠  |
| ---- | ---- | ---- | ---- | ---- |
| 後列 | 大渕 | 森   | 菊地 | 本村 |
| 前列 | 北村 | 住田 | 橋下 | 丸山 |

番組最終回となった2025年3月30日放送では、久保田・石丸・石渡を除く歴代弁護士8人が出演。
また、弁護士紹介のVTRを流していた時期には各弁護士のCGアニメーションが登場していた（CGアニメーションが導入される前は、各人のモノクロの顔写真が入っていた）が、それぞれキャラクターに沿ったものとなっていた（北村は笑わない、丸山は一升瓶を持っているなど）。時折、アニメーションが一定期間の間変更されることがあった。丸山のマラソンの際は、一升瓶ではなく走っているアニメーション（服装も『24時間テレビ』のTシャツに変わっていた）、丸山のCDデビューが決定したときは、マイクを持ち、服装が着流しであった。住田がダイエットに挑戦したときは、服装がレオタードになっていた。
2006年12月10日放送分からはCGアニメーションがリニューアルされた。北村のCGは地団駄を踏みながら口から火を噴く、住田のCGはウィンクした目からハートが出てくる、橋下のCGは自身の子沢山ぶりにちなんで、7人の子供達のCGが登場し、丸山のCGは本番組で派生した「エクアドルのバナナ商人」のネタにちなんで、アロハシャツ姿に、バナナを食べてしまうアニメーションが追加された。
なお、丸山が不在時に出演する、本村と菊地のCGも2007年10月から登場した。本村は「めがねを外せば山崎邦正みたいに激怒するアニメーション」。菊地は「スーツを脱いでランニングシャツで完走するアニメーション」であるが、ソーラー・菊地と紳助に揶揄されてからは、スキンヘッドが光るCGになっている。

### 所長経験のある出演者
今田耕司
2004年11月21日放送分から2005年1月2日のSPまでと、2021年12月5日分。東野とタッグで代理所長を務めた。
綾部祐二
2011年12月4日放送分。
ベッキー
2012年3月4日放送分。
桝太一
2013年2月17日放送分。
中居正広
2018年3月25日放送分・2021年3月21日放送分。
ナインティナイン
2019年11月17日放送分。
ウエンツ瑛士
2020年4月12日放送分。
霜降り明星
2020年7月19日放送分。
ムロツヨシ
2020年8月2日放送分。
二宮和也
2020年9月27日放送分・2023年9月24日放送分。
松岡昌宏
2021年6月6日放送分。
加藤浩次
2022年2月27日放送分。
川島明
2022年3月13日放送分。
坂上忍
2023年8月13日放送分。
香取慎吾
2024年2月11日放送分。
小泉孝太郎
2024年2月18日放送分。
羽鳥慎一
2024年3月17日放送分。
藤井貴彦
2024年3月17日放送分。
山崎育三郎
2024年5月5日放送分。井上とタッグで代理所長を務めた。
草彅剛
2024年5月12日放送分。

## 内容
番組名には『法律』と付けられていたが、本番組のもう1つの特徴はゲスト達のトークである。
2007年後半から2020年3月まで、司会とパネラーによる法律とほぼ無関係のトークコーナーにほとんどの時間が割かれ、法律相談は番組終盤約10分程度に留められていた。2020年4月から2024年5月までは法律相談を廃止、弁護士専用の判定台も撤去した上でトークコーナーのみを実施していた。2024年6月以降は法律相談が再開され、法律と無関係のトークをせず法律相談のみを実施する回を不定期で放送している。
紳助も番組内容について「この番組は法律番組ではありません」と発する場合も「一応法律番組なので、法律1個やります」と公言する場合もあった。

### 法律相談
元々は「バラエティー生活笑百科」（NHK）と同じ形式で、法律相談をバラエティ番組に仕立てたものである。
まず一般相談者の再現VTRを流し、末尾では「ポイント整理」としてスタジオ出演者に話を振るために要点や論点を2-4点にまとめて振り返る。ゲストや弁護士も含めてひとしきりフリートークをした後、法律相談所として相談内容を各弁護士が吟味する。
ゲストのトークを経て本題に戻り、案件について弁護士どうしが意見を戦わせた後、「あなたの真実は?」という司会者の振りに続いて弁護士の四者四様の判断が示される。
弁護士4名の判断が一致することは稀で、同じ課題に対しても「これは離婚できます」「離婚はできません」などと正反対の判断が下されることが多い。例え結論が一致していたとしても、根拠が全く違うことも多い。本番組の「複数の弁護士がそれぞれの見地と解釈から判断を示し、その判断がしばしば食い違うところを見せる」という構成は、法律の解釈や適用次第で大きく差異が出ることが珍しくない現実の裁判のように法律の限界やむずかしさを提示しており、1人の弁護士が断定的に判断を示す他の法律バラエティ番組のスタイルと差別化を図っている。
基本的には二択であるが、課題によっては三択以上の選択肢もある他、請求出来る慰謝料を数値で表すケースもある。
また、二択でありながらも、弁護士が用意された二択以外の選択肢を判断する事も多々ある（どちらが悪いという課題に対し、「両方悪い」と判断するなど）。
ただ、バラエティ番組という性格上の制約から、法律解釈についてあまり突っ込んだ議論がなされるわけではない。個々の弁護士の（こうあるべきという）意見的解釈と、判例等に基づく法曹界の一般的解釈が、区別されずにトークされることも多い。
再び弁護士どうしの論戦が交わされた後、ラヴェルの「ボレロ」をバックに「わが法律相談所が出した結論はこちら」というナレーションから入るVTRが流れ、それぞれの弁護士の判断通りになる確率が示されて簡単なコメントをつけて終わる。確率は厳密に決められているわけではないが、1人のみは20～30%（稀にではあるが、法律解釈が弱かったりすると10%に留まったり、逆に少数側でも法律解釈が強いと40%になる事もある）、2:2に分かれた場合は40%～60%、3人の場合は70～80%、全員一致の場合は100%または99％になるケースが多い。
「-法律相談所」末期はゲストの気になることを1つだけピックアップし、VTR終了後に弁護士が解説する内容となっていた。

#### 誰もがはまる法律の落とし穴
2007年12月まではオープニングにて放送されていた。パネラーのうち1人が指名され法律クイズに挑戦する。
指名される人は初登場のパネラーである事が多かった。なお、相談者や相手が怒ったり、激怒し「訴えてやる」と啖呵をきる場面も特徴であった（後にそのシーンはあまり見られなくなった）。2008年以降は不定期に通常の相談を休んで、弁護士軍団が監修した法律クイズにその日のゲスト全員が挑戦する法律の落とし穴スペシャルが、年に数回放送されている程度になっている（落とし穴スペシャルのタイトルは毎回変わる。）。
一時期、エンディングで法律に関する疑問に弁護士軍団が答える「教えて!弁護士軍団」や、法律相談と交互に弁護士軍団がテーマに基づいたユニークな法律を紹介するコーナーが設けられていた。

### トーク
紳助司会時代では磯野貴理子、東野幸治などといった準レギュラー出演者はもちろん、ゲスト出演者も紳助にとことんまでこき下ろされてしまい、出演者同士も互いに毒舌を浴びせあい、さらに弁護士陣の一部まで話に参加させられていた。結果、新番組など告知・宣伝で出演するゲストが限定されており、定期的に番組宣伝のため出演するゲストは沢村一樹、片瀬那奈、山田優程度である。その反面、視聴率の高さや司会が紳助であったことから旬のお笑いタレントが出演することが多く、紳助は「芸人の見本市」と称していた。
ゲスト席前列4席は司会席に近い側から順に「オジさん（大物）席」・「女性タレント（オバさん）席」・「イケメン席」・「アイドル（キレイ系）席」、後列は「お笑いバラエティ系席」となっている（例外あり）。過去に、岸本加世子が「アイドル席」に座ることを希望したが、番組側から拒否され「オバさん席」に座らされたこともある。
トークコーナーにおいては、紳助が司会を務めた朝日放送『クイズ!紳助くん』のVTRが流れたり、たいぞう（関西の若手芸人）など『紳助くん』の出演者が登場することもあった。以下の企画のほか、紳助が若手芸人にアドバイスをする「芸能界で生き残る方法を教えてくださいSP」などが放送されていた。

#### 『24時間テレビ』関連企画
『ZERO×選挙2009』を放送した2009年を除き、『24時間テレビ 「愛は地球を救う」』の後座番組となっているほか、本番組のスタッフがその番組の制作をする年もある。また、本番組のレギュラー・準レギュラーが『24時間テレビ』に出演する場合もある。
2005年（丸山）、2007年（萩本欽一）、2011年（徳光和夫）、2014年（城島茂/TOKIO）は本番組内で『24時間テレビ』のチャリティーマラソンランナーの発表、2020年は新型コロナウイルス感染拡大防止対策のためチャリティーマラソンは中止となり変わりの企画として「24時間募金ラン」実施を公表した。2005年・2007年・2011年以降はチャリティーマラソンランナーが放送時間内にゴールできなかった場合の中継枠を兼ねて、『24時間テレビ』会場内から生放送を行っている。その際は、本番組終了直後の総合司会・パーソナリティー・チャリティーマラソンランナーがゲスト出演する。
この生放送は、完走したマラソンランナーをゲストで招いて感想を聞くというのが基本である。また、つなぎとして本番組の未公開シーンまたは各ゲストが選んだ24時間テレビの名場面コーナー放映も実施する。都合により、毎年『24時間テレビ』後の本番組が生放送となるわけではなく、通常放送となる年もあるが、その場合も出演者が『24時間テレビ』の後座番組であることに触れている（未公開シーン放映が行われることも恒例）。
近年マラソンランナーに贈る歌として、木山裕策が自身の代表曲『Home』を生歌唱することが多い傾向にある。

#### 有名人100枚の絵でつなぐ カンボジア学校建設プロジェクト
2007年の年末頃の放送で紳助のトークから企画が始まった。趣旨としては、カンボジアでは貧困で学校の校舎はボロボロで、教科書も3年生までのものしか与えられないという、劣悪な教育状態の中子供達がそれでも楽しく貴重に勉学に励む姿を見て、行列メンバーは勿論、各界の著名人約100人が描いた100枚の絵（など）を出品してもらい、一般視聴者の中から選ばれた人たちによるチャリティオークションを行って、その経費を引いた利益で新校舎を建てようというものであった。また、この手のチャリティー企画にありがちな、オークションを行って学校を建てて終わりというものではなく、その後も不定期ではあるが近況報告や市原隼人、小林麻央ら出品者が訪ねるロケ等が番組内で継続的に行われていた。第2弾としてカンボジアで農業を伝えることで貧困から脱却するプロジェクトも行われた。紳助引退後は近況などに一切触れられていなかったが、2018年5月20日放送分で北村が10年ぶりに現地を訪ね、当時の生徒とも再会した。学校は現在も存続し、後者も木々が成長するなど周りの変化はあったものの、建物はすべてきれいなまま残っており、さらに10年前は原野であった学校の周囲は見違えるほど栄えていた。
- 100枚の絵の多くはポストカードにして一般に販売されたり、展示されたりしていた。
- 2008年5月11日 - 5月25日の3週間の3放送は、通常の法律相談ではなく、上記のカンボジア学校設立の為の資金として各界著名人の描いた絵を売って募金するオークションの模様を放送した。5月11日の視聴率は26.4%と2000年代以降のバラエティ番組としてはかなり異例の高視聴率をマークした。しかも、予想以上の高値で買い取られた絵もある。最終的な買い取り総額は46人で5076万2000円。最高額は紳助の絵で500万円であった（一部の放送は『日テレ55周年特別番組』として別番組扱いで放送された）。
- 11月23日の放送では、実際に建った学校が紹介され、校章として吉田すずかの図案のアクビちゃん調のキュートなイラストが校舎の壁に掲げられていた。
- テーマソング：一青窈『はじめて』
- オープニングアニメーション：吉田すずか

##### 出品作品
第1弾出品作品、第2弾出品作品 も参照。
| #   | 出品者                 | 作品名                                                             | 内容 | 落札金額 | 放送日（2008年） |
| --- | ---------------------- | ------------------------------------------------------------------ | --- | -------- | ---------------- |
| 01  | 北村晴男               | カンボジアの子供達                                                 | | 030万円  | 05月11日         |
| 02  | 楳図かずお             | 復活                                                               | | 115万円  | 05月11日         |
| 03  | 地井武男               | バラ                                                               | | 031万円  | 05月11日         |
| 04  | 上戸彩                 | いつも自分にパワーをくれるもの                                     | | 050万円  | 05月11日         |
| 05  | 藤子不二雄A            | ハットリくん!カンボジアへ飛ぶ!                                     | | 075万円  | 05月11日         |
| 06  | 石坂浩二               | 赤いマリオネット                                                   | | 200万円  | 05月11日         |
| 07  | misono                 | 笑顔のなる木                                                       | | 038万円  | 05月11日         |
| 08  | ちばてつや             | あしたのジョー                                                     | | 220万円  | 05月11日         |
| 09  | 木山裕策               | 「home〜家族と見た夕焼け〜」                                       | 木山のデビュー曲「home」の歌詞からイメージし製作。後日、落札者宅へ木山が作曲者多胡邦夫と共に訪問。ギター1本でのhomeを生歌で披露した。 | 050万円  | 05月11日         |
| 10  | 髙田延彦               | 花道から見たリング〜                                               | | 036万円  | 05月11日         |
| 11  | 中島誠之助             | 飛魚                                                               | | 005万円  | 05月11日         |
| 12  | フィフィ               | 魔除けの顔拓                                                       | フィフィ自身の顔にシュール調になるように、絵の具を塗り魚拓ならぬ顔拓にしたもの。 | 008万円  | 05月11日         |
| 13  | 加藤和也               | さくら                                                             | 母美空ひばりが病気療養中に描いた絵の中の一つを提供。 | 480万円  | 05月11日         |
| 14  | 磯野貴理子             | 空飛ぶヤギ                                                         | 夢で見た空飛ぶヤギのイメージを描いたが、多数の不遇が重なり、本プロジェクト最安値となった。 | 2000円   | 05月11日         |
| 15  | アグネス・チャン       | しあわせの花                                                       | | 075万円  | 05月11日         |
| 16  | 川崎のぼる             | 熱く燃える男・星飛雄馬                                             | | 180万円  | 05月11日         |
| 17  | 安田美沙子             | 人生で一番幸せな絵                                                 | | 038万円  | 05月18日         |
| 18  | 高橋英樹               | 役者としての自分を見守り続けてくれた桜                             | | 070万円  | 05月18日         |
| 19  | 沢村一樹               | 息吹                                                               | | 065万円  | 05月18日         |
| 20  | 神木隆之介             | 愛〜満ちる地球〜                                                   | | 030万円  | 05月18日         |
| 21  | AKB48                  | KIZUNA                                                             | | 015万円  | 05月18日         |
| 22  | 小島よしお             | 新・小島よしお                                                     | | 010万円  | 05月18日         |
| 23  | 久本雅美               | 希望                                                               | | 041万円  | 05月18日         |
| 24  | 石原良純               | キリマンジャロ                                                     | | 085万円  | 05月18日         |
| 25  | 加山雄三               | チャッピーのお母さん                                               | | 050万円  | 05月18日         |
| 26  | YOSHIKI                | Forever Love                                                       | オークション会場のみの公開。 | 360万円  | 05月18日         |
| 27  | 住田裕子               | 真実                                                               | | 030万円  | 05月18日         |
| 28  | 片岡鶴太郎             | 仔猫                                                               | | 075万円  | 05月18日         |
| 29  | 押切もえ               | そばにある愛                                                       | | 060万円  | 05月18日         |
| 30  | 蛭子能収               | みんな一緒に生きてるぞ!                                            | | 030万円  | 05月18日         |
| 31  | 榎木孝明               | 春を待つ                                                           | | 043万円  | 05月18日         |
| 32  | 吉田すずか             | 世界の子供たちに夢を！                                             | タツノコプロの人気キャラクターを描いた。 | 225万円  | 05月18日         |
| 33  | 工藤静香               | パープルの風                                                       | | 300万円  | 05月25日         |
| 34  | 石田純一               | 母                                                                 | | 031万円  | 05月25日         |
| 35  | やくみつる             | カンボジアで一番のスマイル                                         | | 030万円  | 05月25日         |
| 36  | 菊地幸夫               | ラッキーの生命                                                     | | 030万円  | 05月25日         |
| 37  | たいぞう               | 力強いカンボジア                                                   | | 320万円  | 05月25日         |
| 38  | 岸本加世子             | JORI (ジョリ)                                                      | | 040万円  | 05月25日         |
| 39  | リア・ディゾン         | The Source of Vitality (元気の源)                                  | | 030万円  | 05月25日         |
| 40  | 原哲夫                 | 希望の種                                                           | 『北斗の拳』ではあまり見られない微笑んでいるケンシロウのペン画。 | 350万円  | 05月25日         |
| 41  | ベッキー               | 虹色で描く愛                                                       | | 050万円  | 05月25日         |
| 42  | 中尾彬                 | ヴェネチア'98                                                      | | 080万円  | 05月25日         |
| 43  | にしおかすみこ         | 竜宮城                                                             | | 030万円  | 05月25日         |
| 44  | 池田理代子             | 「ベルサイユのばら」のオスカル                                     | | 235万円  | 05月25日         |
| 45  | 島田紳助               | 子供の頃の道                                                       | 引退発表を受け、ホームページ上から作品の画像が消去されている。 | 500万円  | 05月25日         |
| 46  | 萩本欽一               | スレイナの学の道                                                   | | 200万円  | 05月25日         |
| 47  | 本村健太郎             | 夢に向かって一直線に走れ!                                          | 鉛筆画のSL。ほかの弁護士軍団よりも高く値段がついている。 | 059万円  | 11月16日         |
| 48  | 松本零士               | 希望の未来へ向かって                                               | | 400万円  | 11月16日         |
| 49  | 及川正通               | スレイナの夢                                                       | | 210万円  | 11月16日         |
| 50  | デヴィ・スカルノ       | チワワを抱いた乙女                                                 | | 310万円  | 11月16日         |
| 51  | 松岡修造               | 本気                                                               | | 090万円  | 11月16日         |
| 52  | ブランドン・マコーネル | Everlasting peace 永遠の平和                                       | | 100万円  | 11月16日         |
| 53  | モンキー・パンチ       | 希望                                                               | | 350万円  | 11月16日         |
| 54  | 吉田照美               | 夢の力                                                             | | 140万円  | 11月16日         |
| 55  | 秋野暢子               | ハスの花のように                                                   | | 100万円  | 11月16日         |
| 56  | 哀川翔                 | 気                                                                 | | 130万円  | 11月16日         |
| 57  | 照英                   | 情熱の太陽                                                         | | 018万円  | 11月16日         |
| 58  | イルカ (歌手)          | まあるいいのち                                                     | | 210万円  | 11月16日         |
| 59  | ゆでたまご             | 超人達の虹の架け橋                                                 | | 310万円  | 11月16日         |
| 60  | 吉田すずか             | スレイナちゃんの夢 みんなの学校                                    | | 360万円  | 11月23日         |
| 61  | ボビー・オロゴン       | 自然とボクら                                                       | 動物を描いたティンガティンガ。 | 170万円  | 11月23日         |
| 62  | 譚小勇                 | 学校へ〜世界名作劇場より〜                                         | | 250万円  | 11月23日         |
| 63  | 西尾由佳理             | 小学校のイチョウの木                                               | 母校のイチョウの木を描いた。 | 160万円  | 11月23日         |
| 64  | 辛坊治郎               | 廃材と流木の子供椅子 心からのキスをあなたに!                       | 廃材を利用した椅子（立体作品）。 | 075万円  | 11月23日         |
| 65  | 羽鳥慎一               | マンタとの出会い                                                   | 吹きつけ技法で描いたマンタの絵。 | 060万円  | 11月23日         |
| 66  | 大橋のぞみ             | たのしい時間                                                       | 愛犬を描いた。また、出品者が小学生ということで10万円で落札決定とすることとなった。 | 010万円  | 11月23日         |
| 67  | 矢口高雄               | キャスト                                                           | できばえのあまりのよさに作者が「手放すのが惜しくなった」という品。 | 250万円  | 11月23日         |
| 68  | 要潤                   | EXcite                                                             | | 105万円  | 11月23日         |
| 69  | ミルコ・クロコップ     | 生家〜希望の家〜                                                   | | 080万円  | 11月23日         |
| 70  | 野村克也               | 月見草人生                                                         | 揮毫三点。自分自身の代名詞「月見草」から題材に選んだ。 | 200万円  | 11月23日         |
| 71  | 安斎肇                 | カボチャ王子                                                       | 「カンボジア」を「カボチャ」と聞き間違えて生まれた作品。 | 120万円  | 11月23日         |
| 72  | 市原隼人               | 理由                                                               | | 070万円  | 11月23日         |
| 73  | うるまでるび           | Happyland                                                          | | 200万円  | 11月23日         |
| 74  | 村尾信尚               | プランE                                                            | | 040万円  | 11月23日         |
| 75  | 小林麻央               | し・あ・わ・せ                                                     | たくさんの花を卵殻モザイクで描いた。 | 120万円  | 11月23日         |
| 76  | 亀田興毅               | 赤富士                                                             | 味のある富士山を描いた。 | 155万円  | 11月23日         |
| 77  | 亀田大毅               | 弁慶                                                               | ボクシンググローブの右手側に弁慶を描き、左手側にサインを書いた。 | 110万円  | 11月23日         |
| 78  | 石渡真維               | 私に勇気をくれる花・ハナミズキ                                     | 不安な気持ちで臨んだ初出廷の際に、裁判所に咲いていたハナミズキを見て勇気をもらったのでそれを題材にした作品。 | 160万円  | 11月23日         |
| 79  | 吉沢やすみ             | みんな仲良く!                                                      | ど根性ガエルのピョン吉やひろしなどのキャラクターを書いた作品。 | 220万円  | 11月23日         |
| 80  | 藤城清治               | カンボジアに幸せを                                                 | 影絵芸術の第一人者。カンボジアの国旗をイメージした構図の中にその子供たちを描いた。 入札前にデヴィ夫人が「300万円で買う」と宣言した結果、それを上回る価格になった。                                                                             | 450万円  | 11月23日         |
| 81  | 金子貴俊               | 森の叫び                                                           | | 020万円  | 11月23日         |
| 82  | 若槻千夏               | みんな笑っとけ                                                     | | 085万円  | 11月23日         |
| 83  | たいぞう               | 感謝〜愛の贈り物〜                                                 | この作品と落札者をイメージした作品。 | 300万円  | 11月23日         |
| 84  | 宮﨑大輔               | 手をつなごう                                                       | ハンドボールのボールに彩色した立体作品。 | 050万円  | 11月23日         |
| 85  | フィリップ・トルシエ   | 戦略図                                                             | 絵の苦手なトルシエ監督が描いたサッカーの戦略図に着色をしたもの。 | 070万円  | 11月23日         |
| 86  | エドはるみ             | 翔べるかも!                                                        | 多くの人が描かれているが、全員がエドの「コォー!」のポーズを取っている絵。 | 100万円  | 11月23日         |
| 87  | チェ・ジウ             | サラン〜愛〜                                                       | | 230万円  | 11月23日         |
| 88  | 春風亭小朝             | 「昔から小さん」と「桃色の人間国家」                               | 真打ちに昇進させてくれた恩人柳家小さん師匠を描いた。 | 070万円  | 11月23日         |
| 89  | 一青窈                 | 鉢合わせ〜everything in a pot                                      | シングル『はじめて』のジャケットデザインにも使用された絵。磯野貴理が落札した。 | 290万円  | 11月23日         |
| 90  | 新庄剛志               | Shinjo is Shinjo                                                   | 青空・夕空・夜空をモデルに描いたエアブラシアート（エアブラシを使用した絵画）作品。 | 300万円  | 11月23日         |
| 91  | つるの剛士             | LOVEMANがやってきた                                                | 昔に制作し自宅に飾っていたもの。飾ってから仕事運がよくなったことから、落札者に開運の願って出品。 | 270万円  | 11月23日         |
| 92  | 中山秀征               | 夢街道                                                             | 書道師範の資格を活かし書画を掛け軸にして出品。 紳助曰く「鑑定団的には掛け軸で100万円を超えると知っている画家の作品が買える」、石坂浩二曰く「（掛け軸で）100万円以上なら、横山大観の作品が買える」と高額落札に釘をさしたが、200万の値がついた。 | 200万円  | 11月23日         |
| 93  | やなせたかし           | 紅葉の中のアンパンマン                                             | 紅葉の中アンパンマンキャラが登場するイラスト。絵画として描かれたもので、やなせの原画が初めて他人にわたる。 | 420万円  | 11月23日         |
| 94  | 東野幸治               | スマイル                                                           | 子供の写真を描いたが、紳助に「現代アート」といじられた。 | 100万円  | 11月23日         |
| 95  | 松本志のぶ             | 宮古島の空                                                         | | 125万円  | 11月23日         |
| 96  | 手塚治虫               | 鉄腕アトム ブラック・ジャック リボンの騎士 ジャングル大帝 着色原画 | 「鉄腕アトム」「ブラック・ジャック」「リボンの騎士」「ジャングル大帝」の原画をプリントし虫プロのアシスタントが着色したもの。レプリカとしては破格の値。                                                                                         | 510万円  | 11月23日         |
| 97  | アントニオ猪木         | 道                                                                 | 自身の詩「道」を書いた毛筆書。 | 300万円  | 11月23日         |
| 98  | わたせせいぞう         | 4511kmの恋 旅立ち〜遥かなる夢                                      | 吉田すずかに技術指導を受けて制作したイラスト画。わたせの作品ではじめて売却された。 | 510万円  | 11月23日         |
| 99  | わたせせいぞう         | 幸福せへの第2章                                                    | 吉田すずかに技術指導を受けて制作したイラスト画。わたせの作品ではじめて売却された。 | 510万円  | 11月23日         |
| 100 | 長渕剛                 | 不動明王                                                           | 巨木の切り株に描いた不動明王の絵で、本プロジェクトの締めとなった最後の作品に相応しく最高値となった作品。 | 800万円  | 11月23日         |

#### 東野幸治の石垣島トライアスロン 行列チームの新たなる挑戦
菊地幸夫の趣味がトライアスロンであることから、学生時代に水泳選手として活躍した東野も紳助に言われて2009年4月26日の石垣島トライアスロンへ挑戦することになった。その模様は2009年5月31日に放送された。
応援としてわたせせいぞうがイラストを担当し、応援ソングとして東野が好きな佐野元春の「SOMEDAY」としたが、佐野に曲を使う許可を取っておらず、初期は曲名の下に「東野が勝手に決めたテーマソング」と出されていた。後に佐野本人が事務所を通じてビデオ出演し、最終的に清正公で許可してもらった。現在の佐渡ヶ島トライアスロンでは「東野が大好きな曲」と出されている。途中から本村健太郎も加わって、東野、菊地弁護士と一緒に挑戦した。
なお、地元の沖縄県では、日本テレビの系列の放送局がないため2週間後の6月14日 9:00 - 9:54に沖縄テレビで放送された。また、地元の新聞に沖縄テレビが広告として掲載し、この石垣島トライアスロン大会の内容を掲載していた。沖縄テレビのホームページにこの時の視聴率が掲載されている。
また、大会を生中継した地元の石垣ケーブルテレビでは東野が出演するCMを前日に放送した。
石垣島トライアスロン大会（水泳1.5km・自転車40km・マラソン10km）
2009年4月26日開催　大会結果 - 参加者1260人中
東野幸治 - 283位
目標順位を半数の630位以上とし、目標達成。これがきっかけで第10回ベストスイマー賞を受賞する。
菊地幸夫 - 447位
バイクで走行中、ゼッケン装着を忘れてスタートに戻るハプニングが発生。「河原が（以前参加した大会で）レースあきらめなかったんだから、俺だって諦めるわけにいかないんですよ！」と叫び、ハプニングを乗り越えて完走した。
宮古島トライアスロン（水泳3km・自転車155km・マラソン42.195km）完走について。番組とは関係ないが、菊池のみ、この石垣島の1年後、2010年4月18日、全日本トライアスロン宮古島大会に参加して完走した。5月23日放送分でこの完走が報告された。この時、紳助の挑発にゲストの高田延彦がのる形で、高田のトライアスロン挑戦が決まった。
本村健太郎 - 917位
スタート前から不安を隠せなかったが、気力で乗り切った。しかし、後の放送で走行で見せた疲れはテレビ受けを狙った芝居であり、実際は余裕が残っていたことが明らかにされ、罰ゲームとしてボランティア活動をすることになった。
なお、番組の企画とは無関係であるが、この大会には近藤真彦とヒロミ（いずれも本番組ゲスト出演歴あり）も出場していた。
行列チームの新たなる挑戦
アイアンマンより長く、また夏の炎天下での開催から、最も過酷と言われる佐渡国際トライアスロン大会への2011年9月4日の出場を目指して、2010年8月、トライアスロンクラブを作る。会員は東野、菊地、高田延彦、安田美沙子、石井慧、ノッチの6人であったが、高田が以前から痛めていた首の診断をした際、医者からドクターストップを掛けられリタイアとなったが、出演者は「本当は出たくないんじゃ」とかなり怪しんでいた。であるが、紳助の引退によって今回メンバーの参加が危ぶまれていたが、予定通り出場することが発表される。また、2011年10月16日放送分では、石井が練習中の怪我でドクターストップが掛かったことも明かされた。
また、その模様は10月23日 - 11月6日の3週に渡って放送された。
東野が佐渡に来た際は、日本テレビ系列局であるテレビ新潟の取材を受け、そこで番組CMも製作されて実際に流された。

#### 気の毒な夫No.1決定戦
「気の毒な夫」、即ち恐妻家タレント（スポーツ選手も含む）の恐妻エピソードを再現VTRで披露して、最も恐妻の夫を選ぶコンテスト。恐妻家タレントの他、独身であるお笑い芸人以外の女性芸能人が最終審査員としてゲスト出演する。紳助引退後はしばらくの間、この企画は行われていなかったが、2013年7月7日に約2年半ぶりに行われてからは数年単位のスパンで行われている。
主な出演者はオール阪神、河本準一、宮迫博之、ノッチ、阿部祐二。2010年9月26日放送の2時間SPから石田靖が加わった。現在では磯野貴理子も出演している。
- 出演者の恐妻エピソードを再現VTRとスタジオトークで披露。それを弁護士軍団により、誰が離婚に至る可能性が最も高いか判断を下し、それらを踏まえて最終審査員が「気の毒な夫No.1」を決める。No.1には格闘技を模した「チャンピオンベルト」が贈られ、ひな壇のセット後方にベルトを付けポーズを取った写真が飾られる。
- 番組途中で出演者のうち誰かの妻（スポーツ選手の妻が主に出演する。お笑い芸人の妻も稀に出演する[注 37]）がスタジオに登場（紳助は当初「公開処刑」と呼んでいた）する（本人には、知らされていない）。中でもノッチの妻（佐藤友美[注 38]）は必ず出演する。
- 2010年9月26日放送の2時間SPでは、ノッチの自宅に小型カメラを設置して、家庭の様子と夫人から髪をひっぱられるなど、罵声を浴びせられる光景のVTRが映し出され、ノッチの恐妻ぶりが披露された。
- 本田泰人もこの企画に参加していたが、2009年秋に離婚[注 39]。弁護士軍団から「本田さんから申し出れば簡単に離婚できますよ」と言われる程であった。2011年には同様に番組に参加していた石井慧も離婚した。
- 当初は不定期にレギュラー枠で放送していたが、現在は特番で放送されている。
- 現在では出演者紹介の際、プリンス『Endorphinmachine』（フジテレビ系列『K-1』中継テーマとしてお馴染みの曲）のイントロが流れ、出演者が「気の毒な夫川柳」を詠んでスタジオに入っている。

歴代優勝者と最終審査員
| #  | 放送           | 優勝者            | 最終審査員                  |
| -- | -------------- | ----------------- | --------------------------- |
| 1  | 2007年7月8日   | 宮迫博之          | 綾瀬はるか                  |
| 2  | 2008年8月3日   | 河本準一          | 木村佳乃                    |
| 3  | 2008年11月2日  | オール阪神        | 片瀬那奈                    |
| 4  | 2009年4月26日  | 天山広吉          | 辻希美                      |
| 5  | 2009年10月11日 | ノッチ            | 三浦春馬・杏                |
| 6  | 2010年1月3日   | オール阪神（2冠） | 山田優                      |
| 7  | 2010年3月21日  | 阿部祐二          | 井上真央                    |
| 8  | 2010年9月26日  | 宮迫博之（2冠）   | 堀北真希                    |
| 9  | 2011年1月2日   | 河本準一（2冠）   | 香里奈                      |
| 10 | 2013年7月7日   | 徳光正行          | 観月ありさ                  |
| 11 | 2013年11月17日 | 前田耕陽          | 佐々木希                    |
| 12 | 2014年6月8日   | 逸見太郎          | 佐々木希（2回目）           |
| 13 | 2014年11月30日 | 別所哲也          | 佐々木希（3回目）・水上京香 |
| 14 | 2017年11月19日 | 土屋礼央          | 山田涼介・本田翼            |
| 15 | 2020年7月5日   | 細貝圭            | 桜井日奈子                  |

#### 困ってる先輩にいくらお金をだすか?
- 先輩芸人（河本・宮迫・磯野等）が後輩芸人に対して理由を言わずに借金を頼むという、暗に後輩が先輩にどれ位の価値を示すのかというドッキリ企画。
- 藤田憲右は河本に500万、堤下敦は宮迫に500万、小沢一敬は宮迫に100万、井上裕介に至っては磯野に1000万円貸すと言っている。しかし藤森慎吾は、河本に15万円と現実的な金額を提示、河本も一瞬「えっ?」と思わせる程のドケチであったため、以後藤森が番組に出る際はネタにされるようになる。

#### オネエJAPAN
- ニューハーフタレント、女装家として活躍している阿武虎、アンジェリカ、釜愚痴ホモ恵、ダイアナ・エクストラバガンザ、ナジャ・グランディーバ、ハイビスカス江、マツコ・デラックス、ミッツ・マングローブによる8人組を「オネエJAPAN」と総称し、8人によるトークが繰り広げられる。

#### 芸能人変人グランプリ
- 2019年 - 2020年放送。芸能人の奇妙な側面にスポットを当てる企画。

#### 密着205日! 東野幸治、津軽三味線を奏でる
- 2020年5月 - 9月放送。「行列新プロジェクト」の一環で開始。「人生で何かを成し遂げたことがない」と語る東野が吉田兄弟の指導を受け半年で津軽三味線をマスターする企画。
- 企画は2020年9月13日放送分で完結し、11月にBS日テレにて「密着205日! 東野幸治、津軽三味線を奏でる」として放送された[17]。

#### 滝沢カレン腹話術師への道
- 2020年5月 - 2021年1月放送。「行列新プロジェクト」の一環で開始。滝沢カレンがいっこく堂の指導のもと、半年で腹話術をマスターする企画。
- 2020年10月31日に開催された「東洋館スペシャル寄席2020 Vol.34」に滝沢が登壇し、練習の成果を披露した[18]。

#### フワちゃんプロレスラーへの道
- 2022年10月放送開始。フワちゃんが猛特訓の上、女子プロレス団体「スターダム」にて試合に参加する模様を本番組が独占密着している。

#### 最強地元麺グランプリ
- 2022年より不定期で実施しており、計5回開催している。ゲスト出演者が地元のラーメンや麺料理を紹介し、審査委員長役のゲストが最強の面を決める企画。

#### 全国カレー選手権
- 「最強地元麺グランプリ」のカレーバージョン。ゲスト出演者が地元のカレー料理を紹介する企画。

## 番組の歴史
- 2002年4月の番組開始当初は、ネットCM枠は前番組 『知ってるつもり?!』より1分少ない5分[注 48]で後半にはローカルCM枠1分あったが、2004年4月には2年ぶりに前番組終了時点の6分に戻しローカルCM枠を廃止した。
- 2002年の末期、北村晴男と丸山和也が1対1の野球対決を行った。投手は北村、打者は丸山で、結果は北村が丸山を三振に打ち取り勝利。
- 2003年3月で久保田紀昭が『噂の真相』の報道を巡って降板（詳細は久保田紀昭の項を参照）、2003年の春のスペシャルより後任の橋下が登場。
- 2003年10月5日の放送では、松本が欠席した為、日本テレビアナウンサーの杉上佐智枝が秘書代理を務めた。
- 2004年10月31日放送分は、司会の紳助が暴行事件による活動自粛のため出演できなくなったため、番組は急遽生放送（他の紳助のレギュラー番組では字幕スーパー表示でしばらくの間は通常通り放送されたが、本番組は法律をテーマにしているためそれができなかったことによる措置）になり、準レギュラーの東野が代理として司会を担当。翌週（11月7日）も同じく生放送で、この2週は「わが法律相談所の出した結論」のコーナーはカットとなった。2回とも松本が「急遽生放送に駆けつけてくださった、と～ってもお暇な方々に来ていただきました～！」と弁護士やゲストを紹介した。11月14日放送分は収録となったが、引き続き東野が司会を担当し、11月21日の放送分から2005年1月2日の新春SP（ザンゲのコーナー除く）は「Wコウジ」として東野の相方に近い存在である今田耕司が司会に加わり松本と3人で行っていた。
- 2005年1月2日の前座番組『笑点スペシャル』の後SBなしで新春2時間半SPの枠内で紳助が生放送で復帰のあいさつを行った。
- 2005年1月30日放送分は、松本が欠席しため、一昨年に引き続き、日本テレビアナウンサーの杉上佐智枝が秘書代理を務めた。
  - 2011年6月5日 - 7月10日放送も、松本は体調不良により番組を欠席、当時日本テレビアナウンサーだった西尾由佳理が秘書代理を務めた。
- 2005年3月20日には19:58 - 22:54に初の3時間SPを実施。日テレの人気番組・新番組（『世界まる見え!テレビ特捜部』、『伊東家の食卓』、『エンタの神様』、『ザ!情報ツウ800』、『金のA様×銀のA様』）の出演者が集結し、紳助とビートたけし、所ジョージという夢の共演も実現した。『スーパークイズスペシャル』の時は、紳助：『クイズ どんなMONだい?!』・『嗚呼!バラ色の珍生!!』、たけし：『世界まる見え』、所：『世界まる見え』・『どちら様も!!笑ってヨロシク』・『1億人の大質問!?笑ってコラえて!』の各チームとして出演していた）。
- 2005年8月28日放送分は『24時間テレビ28 「愛は地球を救う」』の放送後、日本武道館からの生放送。未公開映像放映・総集編と丸山の祝福番組となった。この回の視聴率は当時の最高となる30.8%を記録した。以後「24時間テレビ」直後の生放送が恒例化する。
- 2005年9月27日には同じく日本テレビ系列『踊る!さんま御殿!!』の特番に、紳助率いる行列メンバーが参加した。
- 2006年1月1日には20:00 - 23:30の3時間30分SPが放送され、ダイエット宣言した住田の体重測定が生放送で行われた。その生放送パートには香取慎吾が出演。この日、同年1月7日放送の「欽ちゃん&香取慎吾の第75回新!仮装大賞」の収録終了後に駆けつけての登場。香取の日テレ元日特番の出演は2004年の「欽ちゃん&香取慎吾の第71回新!仮装大賞」以来2年ぶりとなった。
- 2006年1月22日放送で法律相談件数1000件突破。森光子や北島三郎など大物芸能人からの花輪も届く。
- 2006年10月29日放送分にて放送200回を突破した。
- 2007年3月18日放送分「紳助と行くとっておき裏京都の旅スペシャル」にて、京都市内の漬物店を紹介する際、別の漬物店のWebサイトに掲載された写真を無断使用していたことが後に判明し、法律を扱う番組なのにもかかわらず著作権への意識が低いと非難・叱責を受けた[誰によって?]。日本テレビは「当事者間で交渉中のため、コメントは控えさせて頂く」としていたが、現在[いつ?]は和解している。後に、制作局長渡辺弘、担当チーフプロデューサー、プロデューサーの3人が減給処分となった。
- 2007年6月17日放送分は、6月15日に自民党から比例代表で参議院選挙に出馬する意向であることが明らかになった丸山の映像をCGや黒抜きの映像等でカットして放送、三分割した他の三人の映像等も使用された（手や後ろ姿などは映った）。また丸山の解答自体は放送された。日本テレビではこの日に放送した回は5月27日に収録したが、この日の夜までに視聴者から100件を越す問い合わせがあったという。
  - 翌週の6月24日放送分より、過去に若手弁護士スペシャルに出演した弁護士らを含む他の弁護士が、週代わりでピンチヒッターとして丸山の代役を務めていた。
  - 参議院選挙終了後の8月5日放送分には当時外務大臣の麻生太郎がゲスト出演していた。その日の放送では同じく選挙に携わっていた丸山の出演はなかったが、休止前丸山が最後に出演した6月10日以来初めて、紳助と北村が丸山について触れていたことを番組内で放送した。
- 2007年8月19日の放送は『24時間テレビ30』の放送後、武道館からの生放送。マラソンランナーである萩本欽一が『24時間テレビ』の放送時間内でゴールできなかったため、本番組の放送時間の中で、ゴールの模様を生放送した。この回は上記で述べた通り、萩本のゴールの模様を生放送したこともあってか、視聴率は番組最高の35.3%とかなりの高視聴率を記録した。（ビデオリサーチ「芸能・バラエティー」部門の史上最高視聴率番組第5位に記録、平成以降で一番高い結果となり、唯一の35%越えとなった。）この回での瞬間最高は42.9%。また、同生放送で丸山が約2ヶ月ぶりに出演したが、その日の放送分は上記の理由から法律相談は一切なかった。その後もしばらくはピンチヒッターが丸山の代役を務めたが、2007年9月23日放送分で丸山は弁護士として番組に完全復帰した。しかし、議員活動との兼ね合いから不定期での出演に変わった。それ以降、丸山は2008年3月2日放送分のみに出演（他局の番組には時々ゲスト（肩書きは自民党参議院議員）として出演していたこともあった）して以降、2009年は議員活動多忙のため、出演はほとんどしていなかったが、2010年4月18日放送分に約2年ぶりにゲストとして出演した。
- 2007年10月7日放送において、行列ドラマ『裁判員制度、もしもあなたが裁判員に選ばれたら?』を放送し、裁判員制度の問題点などを詳細に描いた。これは翌2008年1月13日放送分のSPでも取り上げられ、放送時に本番組が法律番組であることを明らかにした。
- 2007年の年末期に、アグネス・チャンと紳助の2人の何気ないトークから、カンボジア学校設立のためのボランティア活動が始まった。詳細は有名人100枚の絵でつなぐ カンボジア学校建設プロジェクトの節を参照。
- 2008年2月10日放送で、にしおかすみこが、収録日の大雪による北海道発の飛行機の出発遅延が原因となり、番組史上初の遅刻出演となった。
- 2008年3月9日放送より、ポイント整理の画面と結論の画面がリニューアルされた。
- 2008年8月31日で放送300回を突破し、この日と翌週の9月7日と2週にわたって、「もう一度見たい名場面集SP」を放送した。
- 2009年7月26日放送分は紳助が本番組開始前まで放送されていたフジテレビ系列『FNS26時間テレビ (2009年)』（同7月25日 - 26日）の総合司会を担当していたため、新聞のテレビ欄に「紳助27時間目突入（正確には26時間目突入）」と表記された（番組冒頭でも、武田広のナレーションでそのことが紹介された）。なお、『FNSの日』は27時間編成になることが多いが、紳助が本番組に出演するためなどから、1時間短い26時間編成となった[注 49]。紳助は翌2010年も『FNS26時間テレビ (2010年)』（同7月24日 - 25日）の総合司会を担当したが、同年7月25日放送分ではそれを強調した演出は特になかった（ただし、関連エピソードがある。詳細は『僕らには翼がある〜大空へ〜』の項を参照）。
- 2009年12月6日放送分は当日に準レギュラーである磯野の離婚報道が出たこともあり、番組内容を一部変更、磯野が離婚について言及する企画が放送された。
- 初期は2 - 3本あった法律相談のVTRが途中からは1本、または全くない週が増えるが、代わりに教えて!弁護士軍団!こんな時どうしたらいい?のVTRになった。
- 2010年3月21日放送で、出演した参院議員の丸川珠代や元衆院議員の大塚拓の番組中での発言や選挙区名などをテロップで流したことについて、視聴者から公職選挙法に違反するのではとの指摘があり、放送倫理検証委員会は4月9日に日本テレビへ審議入り判断のための質問状を送っている。
- 2010年12月5日の放送では出演予定であった野村克也が急遽出演できなくなり[注 50]、収録が日曜日であったためで代役補充も間に合わず出演者席が一つ空いた状態という異例の事態で収録が開始された。このため、途中から田中卓志（アンガールズ）が出演したが、番組の最初に放送された出演者の高校時代を振り返るVTRでは不在である野村の写真もそのまま放送された。
- 2011年3月13日は東北地方太平洋沖地震（東日本大震災）による『NNN報道特別番組』により、休止となり、翌週3月20日放送回は番組冒頭で紳助による被災者へのメッセージの後、3月13日に放送する予定であった内容を一部編集して放送した。
- 2011年8月21日の放送は『24時間テレビ34』に引き続いて武道館からの生放送。結果的にこの回が紳助の出演する最後の回となった。
- 2011年9月25日の放送では、収録途中で東野幸治が別の仕事を優先して退席したため、その回の企画でゲスト出演した藤森慎吾（オリエンタルラジオ）が代わりに東野の席に就いて収録を続けた。
- 2011年12月11日はFIFAクラブワールドカップ2011準々決勝、柏レイソル対モンテレイ戦中継の為、21:35から放送予定であったが、サッカー中継延長により55分繰り下げの22:30 - 23:24の放送となった。
- 2011年12月18日 - 2012年1月8日は番組史上最長となる4週連続休止となり、2012年は1月15日からの放送となった。
- 2012年1月15日放送の新春2時間SPは、明石家さんまが代理司会として初登場した（同年10月21日放送の秋の2時間SPもさんまが代理司会をした）。
- 2012年8月26日の放送は『24時間テレビ35』に引き続いて武道館から生放送。『24時間テレビ35』の終了時刻が21:09に繰り下がったため、本番組は15分繰り下げの21:15 - 22:09の放送となった。
- 2012年12月9日はFIFAクラブワールドカップ2012準々決勝、サンフレッチェ広島対アルアハリ戦中継の為、21:35からの放送の予定であったが、サッカー中継延長により21:40 - 22:34の放送となった。
- 2013年から春と秋の番組改編期に番組対抗スペシャル『DASHでイッテQ!行列のできるしゃべくり 日テレ系人気番組No.1決定戦』が放送されている。セットベースは本番組のものになっている。
- ふなっしーは度々ゲストで登場するが、臭いの苦情が相次いだことがきっかけで、東野の自費によりふなっしー2号が制作され、2013年12月8日の放送でふなっしー2号が初披露された。
- 2014年6月22日で放送500回を迎えた。
- 2016年11月27日で放送600回を迎えた。
- 2016年12月18日はFIFAクラブワールドカップ2016決勝、レアル・マドリード対鹿島アントラーズ戦中継の為、21:35から放送予定であったが、サッカー中継延長により40分繰り下げの22:15 - 23:09の放送となった。
- 2016年12月25日・2017年12月24日・2018年12月23日はSMAPの解散により2015年で放送終了となった『さんま&SMAP!美女と野獣のクリスマススペシャル』の後継の年末特番として全面生放送を行った。「24時間テレビ」放送日及びマラソンランナー発表回以外では、2004年の紳助謹慎時に臨時で生放送を行って以来12年ぶりで、生放送での2時間スペシャルも2016年の1回目が初めてであった。2017年以降は、上記の経緯からさんまの司会で生放送が行われている[注 51]。各年ともゲスト・行列メンバーのその年の「汝の罪」を懺悔する企画が行われ、ゲストや司会者によって決められた懺悔をする出演者には罰ゲームが執行される。番組中盤で決められる1組目には「静電気ビリビリジュース」（2016年）、「墨汁バズーカ」（2017年・2018年）を、番組終盤で決められる2組目は「ザンゲの滝201x[注 52]」を浴びる。企画に加えて、2017年までは結婚を発表したばかりの著名人が登場する企画も行われ、2016年は長友佑都と平愛梨が、2017年は斎藤司（トレンディエンジェル）が登場した。オープニングではゲストの歌手が歌を披露する中で、出演者が入場する。
- 2018年3月25日放送分はスペシャルMCとして中居正広が初出演。過去の代理MCにおいて、当時のジャニーズからの起用は初であった。
- 2018年8月19日放送分は通常放送であったが生放送された。行列メンバー・ゲストがネットニュースに挙がりそうな重大発表をした。なお、翌週（8月26日）の放送も『24時間テレビ』直後の生放送スペシャル（通常放送）のため、異例の2週連続生放送となった。
- 2019年7月19日に闇営業問題で謹慎していた宮迫博之（雨上がり決死隊）の降板を発表。
- 2020年3月15日放送分は、無観客で収録が行われた。
- 2020年3月22日放送分は副音声で後藤輝基（フットボールアワー）と市來玲奈（日本テレビアナウンサー）によるネットの声の生実況を実施。日曜21時枠の番組の副音声付放送は「巨泉のこんなモノいらない!?」[注 53]以来30年半ぶりとなった。
- 2020年5月3日放送分は、東野、後藤、渡部、北村の4人のみで収録を行った。その翌週は、後藤、東野、渡部、カレンの4人のみで収録が行われた。スタジオセットもこの回から変更されている。また、この回から5月中は、市来は制作上の都合で出演しなくなり、東野・後藤が単独で進行し、暫く出演者との間隔を空けて収録する他、法律問題を行わなくなった。なお、市来は、6月7日放送分以降は、別ブースで遠隔で出演している。スタジオは7人以上での収録は「密集」とみなされるため禁止し、スペシャルの際は一定時間で出演者を入れ替えている。
- 2020年5月17日放送分は、生放送で、お笑いコンビビスケッティの佐竹正文のリモート結婚式が行われた。
- 2020年5月31日放送分は、生放送で、今こそ観たいカンボジア学校設立を放送。
- 2020年6月7日放送分を最後に、渡部建（アンジャッシュ）が自身の不祥事に伴い番組を降板した。
- 2020年7月5日放送分から、長年変更していなかった番組ロゴを変更。また、オープニング映像も一部変更された。
- 2020年8月16日放送分は、24時間テレビ直前SPとし、一部生放送を実施した。
- 2020年8月23日放送分は、24時間テレビ直後の両国国技館から生放送。
- 2020年8月30日放送分から絨毯付きの提供クレジットのカラー表示を始めた。
- 2020年9月6日放送分は、緊急で生放送を実施。
- 2020年9月27日の放送分をもって長年に亘り日本テレビ日曜21時枠のスポンサーを務めてきたTIGER（タイガー魔法瓶）が降板した[注 54]。
- 2020年11月8日放送分からは「法律」の字のサイズが申し訳程度に小さくされる修正がなされた。
- 2021年10月10日放送分から番組タイトルをリニューアルしたが、弁護士は引き続き出演する。また、この回からTVerの見逃し配信をスタート。
- 2022年4月10日放送分から、番組開始20周年を期に、番組ロゴやスタジオセットを大幅にリニューアル。
- 2022年8月14日は、市來が体調不良の為欠席し、滝沢カレンが秘書を務めた。
- 2023年3月12日は、「NHKのど自慢」のコラボを行い、前半は当時「のど自慢」の司会を務めた小田切千（NHKアナウンサー）と鐘担当の秋山気晴をスタジオに迎えてのトーク、後半はこの日に放送された「のど自慢」の模様をレギュラー陣が視聴した。技術協力に地元・青森の青森放送が関わった。
- 2023年4月23日は、当日夕方からの撮って出し・編集しての放送。
- 2024年3月31日の放送分をもって長年に亘り日本テレビ日曜21時枠のスポンサーを務めてきたNIPRO（ニプロ）が降板した[注 55]。この改編で改編前に提供していたスポンサーはほとんどすべて降板し、セールス量も1/3減らされている。
- 2024年12月12日、2025年3月をもって番組が終了すると報道された[19]。
- 2025年2月16日19:58 - 21:54に、1000回記念スペシャルを放送。さんまがフライングでレギュラー放送の終了を発表した。エンディングで「放送終了まであと6回」と発表され、3月30日の最終回は生放送であることも発表された。レギュラー放送終了後も「※行列も特番で時々お世話になります」と不定期特番で継続する旨も発表されていた。
- 2025年3月30日の放送で最終回となったが、最後の挨拶が終了するまでに、生放送が終わってしまった。
- 2025年6月13日21:00 - 22:54に、本番組をモチーフとした特番の『金曜ロードショー「万博会場でタイムスリップ!日本人が踊りたい神曲ベスト30」』が放送される予定。

## 番組テーマ曲
- 「『燃えよドラゴン』のテーマ曲（Enter the Dragon theme）」※シンセサイザー演奏したアレンジ。冒頭、スポンサー交替時、次回予告のBGMに使われる。
- これとは別に、タイトルバックの曲が存在する。当番組の冒頭では通常は今回の見どころを放送しているため、生放送時はこのタイトル部分のみで始まる。

## スタッフ（2025年3月30日時点）
- 総合演出・企画：髙橋利之
- 構成：桜井慎一、石原健次、山名宏和、杉山奈緒子、三木敦、榊暁彦
- TM：黒木貴博
- TD：鈴木昭博（最終回、以前は調整►一時離脱►復帰）
- SW：米田博之
- カメラ：伊藤孝浩、横田将宏、中村佳央【週替り】
- MIX：藤岡絵里子、三石敏生【週替り】
- 調整：佐久間治雄
- 照明：千葉雄、加藤恵介、仲野貴信、池長正宏【週替り】
- 編集：澤田直樹、髙野孝太、橋本治、鴨下勇希、平澤颯【週替り】
- MA：杉本充宏、佐渡吉志広【週替り】
- 音効：加藤つよし
- 美術：葛西剛太
- デザイン：波多野真理
- マルチ：ジャパンテレビ
- コンセプト：高瀬真尚
- TK：石島加奈子、矢島由紀子【週替り】
- ECG：石黒好美（最終回）
- デスク：杉山亜沙美（2022年10月9日 - ）
- リサーチ：小野塚尚子、宇津木瞳子、喜多あおい（喜多→以前は毎週）、猪目匡美、斎藤道子【週替り】
- ディレクター：細川祐子・秋山哲也・杉浦啓太・笠原瑠宇久・滝田朝子・赤松真徳（創輝）、小澤博之、桑山ゆうり・安戸あゆみ（ジッピー）、柏田雄二、小松祥、池田翔・奈良脩人・森田新之介・齋藤健太・近藤優人・千田野々香・飯塚翔・中山健志（いまじん）、野満一朗太、齋藤直人（てっぱん）、竹田卓将、増田貴也、小倉卓、長沼昭悟（ベイビーディレクター）、阿多野淳、牧野裕介、前田晋平（てっぱん）、満尾晋介、藤原優太、佐藤努、鈴木美勇士、檜垣和孝、諸伏将大、中野虎之介、松谷夢々（えすと）、小木しつか / 松原優貴、平山日菜子、須藤琴音、田口翔大、後藤実夏、諸岡茉莉亜、前川有香、林佑香・前田実咲・石井柚奈・栗村はな・ハパンナ光進（いまじん）、奥村真帆、尾頭慶哉、松尾俊哉、金城利奈、木村明日望、齋藤勇輝、柿本麻衣、佐藤みよ子、法量知南、木村宝、町田瑞岬、髙橋彩、今咲乃、水野葉月、児嶋飛佳瑠、竹内勇気、齋藤七恵、菊谷俊介、羽石広輝、竹内翔大、黒澤望海、和田百花、川村和希、吉川碧、三木千亜里、森川瑞紀、富永健斗、中澤太郎、松原臣樹、齋藤慎之介、髙橋雅、楠見雅、月岡楓雅、德山優羽、宮本莉沙、武田航汰、蒲生勇樹、北谷亮人、鈴木千尋、中本大輝、宮越日美喜、内藤杏妃、柴田薫、小平紗矢香、冨樫怜音、久土果南、福田大介、依田美空、笹川詩【週替り】
- ディレクター/演出：遠山広（てっぱん）、岡田直也【週替り、回によって異なる】
- チーフディレクター：市川隆・河村哲平（日本テレビ）、髙橋公彦・有瀧希（いまじん）、南村洋志（ジッピー、2023年2月26日からは演出も、以前は演出補）、綾部健二・下村彩人（創輝）、大楽和也、谷口欽也（アリソデナサソ）、川平秀二（デージカンパニー、以前は週替り、回によって演出/プロデューサー）（全員→最終回のみ、市川・河村・綾部・谷口・川平→2025年3月23日までは週替り演出、髙橋・有瀧・南村・大楽・下村→2025年3月23日までは週替りディレクター/演出）
- 演出：中山準士（いまじん）【毎週1人担当】
- プロデューサー：天野英明【毎週】、持田順也・柳井千晴・金ビンナ（創輝）、荻原伸之・三浦由舞（ジッピー）、佐藤理恵・昆祐子（てっぱん）、名田雅哉（officeDA-NA）、相川弘隆・向山典子・成子美里・大野もも（いまじん）、駒崎茂之（ロングテイル）【週替り】/ 東條いづみ・星野智絵（いまじん）【毎週】、大松千紗都・松形侑香（創輝）、山浦ひろみ・藤澤明季子・矢澤永吉（ジッピー）、鈴木あかり・久石悠子・大平唯加（いまじん）、川野辺沙那・征録未来（てっぱん）、堀田卓也（日本テレビ音楽）、張瑋容、朝倉久実【週替り】/ 吉無田剛【毎週】（天野→2022年6月5日 - 、柳井→一時離脱►復帰、金→以前は演出補►AP、柳井・金・向山・名田→以前は毎週P、柳井・三浦・向山・名田→以前はAP、成子→以前は演出補►AP►一時離脱、藤澤→2022年2月6日 - 、川野辺→2022年2月20日 - 、大平→2022年6月19日 - 、久石→2023年1月22日 - 、大松→2023年5月21日 - 、大野→2023年6月4日 - 、征録→2023年6月25日 - 、征録→以前はディレクター、堀田→2023年10月1日 - 、張→2024年6月9日 - 、朝倉→2024年6月16日 - 、矢澤→2024年8月18日 - 、以前は演出補►一時離脱、吉無田→2024年6月2日 - 、以前はプロデューサー→2022年6月5日 - 2024年5月26日は統轄プロデューサー）
- 制作協力：いまじん、創輝、ZIPPY、てっぱん【毎週】、officeDA-NA【不定期】
- チーフプロデューサー：矢野尚子（2023年6月4日 - ）
- 製作著作：日テレ

### 歴代スタッフ
- チーフプロデューサー：柏木登→桜田和之→梅原幹→松岡至→菅賢治→福田博之→田中宏史（以前はプロデューサー）→松岡至→糸井聖一→横田崇→川邊昭宏（2019年6月2日 - 2022年5月、以前はディレクター→一時離脱）→松本京子（2022年6月5日 - 2023年5月28日）
- プロデューサー：瀬戸口正克、岩下英恵、渡邊文哉、河野雄平 / 金佐智絵、福島ツトム、高島良子、伊藤賢剛、松井昂史、小森節子、川嶋典子、大島美貴、大村和史、伊藤ひろみ、髙松明央、黒川こず枝、冨永祐一、小島俊一、木下俊、南里梨絵、井上伸正、竹内加奈子、佐々木麻理菜、増田沙織、小松愛、植木風佳、安田純奈、藤森彩夏、吉田貴博、松井美樹、岡本計、大越理央（瀬戸口→以前は営業推進、瀬戸口・渡邊・川嶋→以前はAP、黒川→以前は演出補►AP、井上→以前は演出補►演出、竹内→以前はAP►毎週P、大越→2023年4月30日）、青海りな、吉冨由布希、吉川美由紀
- 演出：山下美紀子、鈴木基之、鬼丸尚（日本テレビ）、みつよし、渡辺宏、東井文太（日本テレビ）、井上晃一、大島新、笠原裕明、須藤拓也、田仲芳幸（日本テレビ）、西原信行、飯塚一志、平野彰子（平野→以前は演出補）、田島与真、川本賢一郎、番秀一郎、卜部一哉、福田逸平太（日本テレビ）、塚田直之、安島隆（日本テレビ）、山嶋将義・吉野真一郎（neo）、木下仁志（いまじん）、吉川真一朗・蒲龍太郎・渡邊友一郎（日本テレビ）
- ディレクター：小島友行、神山祐人、高野透矢、濱川悦子、千葉隆弥、森口みち子、高橋和博、米川昭吾、和気由香子、兵藤秀樹、山本和子、小野努、石原康就、山泉貴弘、原田誠之、鈴木剛史、川崎文平、樽見近工、高橋康弘、津坂健一、吉村正好、阿部高、中廣周平、渡邉孝之、長井香織、古立善之、萩原由美、萩森豪、小川大輔、川端鉄也、齋藤吉彦、綿部裕基、神野敬久、岩本智也、橋本友宏、嘉数真二郎、高柳景多、横山健一、中辻宏之、太田憲一、白鳥秀明、中野淳太、渡邊修一、藤森真実、青柳剛、斎藤悠哉、石井麻美、大原正也、柳瀬寿明、森田篤、日野力、長縄亮、佐藤正子、松本義人、伏貫健介、西野昇三、荻原実、陣崎行夫、落合圭太、上村雄一、河野亮、田中真之、田中友洋、作井正浩、鈴木大介、佐々木文恵、笠原裕、郡亮太、武石一也、水野格、真木健一郎、田辺純平、杉本泰規、古沢将、高橋洋一、須藤将太、田中淳也、西村明浩、黒石岳志、間篠高行、石川直志、金光豪、坂上祐生、鈴木章浩、斎藤政憲、渋谷英史、二神新、坂本透、久留米沙恵、渡辺浩則、高梨智子、村田欣也、山本紗智子、藤原将人、鶴巻昌宏、古川文彦（neo）、吉田陵、三木茜（いまじん）、柳喜祥、伊藤祐輔、中川健太 / 戸澤悠一、藤本汰一、堀尾仁海、糸魚川幸希、勝野未来、佐藤豪、中島陸玖、杉沢杏奈、森山翠月、西琴美、本間雄二郎、休場遼、輿水裕介、稲田成紗、松本莉奈、笠井さとみ、井上恭輔、工藤茜音、松原凱人、熊﨑智文、松下陸雄、梶谷綾耶、福田莉彩、三木恭介、増元こころ、園原彩花、木村勇太、横井啓人、水谷千里、高野雄登、横山新太、田中雄大、若杉美玲
- AP：滝澤真一郎、杉山直樹 / 松原紀子、本橋由美子、広瀬聡子、秦野晃子、北口拓也、前多由香（以前は演出補）、西沙織、八木田祐子、工藤江美子、伊藤実枝子、升田久美、関原奈津子、中村久美、竹部歩美、由茅奈保美、髙橋保乃（以前は演出補）、岡野明子、矢嶋麻実、原田貴子、前川泰徳、井出まり子、本橋亜土、上田理永、松本幸子、竹鼻由起子、青木唯香、熊木みほ、三上由貴、飯髙昌宏、加藤和恵、板野夏季、田中真理、武田友香、張瑋容、笹村啓太
- 演出補：大川幸子、後藤雅彰、阿部祐介、井川春彦、藤井浩、元藤稔、山本結城、大竹正高、村上久美、高橋滋紀（以前は制作進行）、道下貴之、坂脇申悟、伴在宏将、金明生、柳さおり、須山繭、相沢宏明、塚本健太、北村剛、高木智和、森慶太、鹿島宏美、佐藤大輔、増田俊樹、小滝香一、平川絵都子、大野奈美子、渡部修士、水野雅之、比嘉志奈子、高橋正人、山下貴幸、篠原輝成、二瓶剛、篠田栄一、宮森宏樹、原田修、檜山卓巳、牧昇一、平口ちはる、後閑玲子、竹本有希、斎木繁、水野史章、阿瀬恵子、山口徹、及川朋子、杉野将人、砂川桂一、内山知子、原奉江、根本優子、赤石亜紀子、谷口恵理、宮下友良、永田大地、服部真由子、丸賀康弘、関矢祐子、横川良明、清水賢一、佐々木彰文、森田幸子、中島由佳理、穴田拓也、板倉亜湖、津留彩香、山ノ辺紀子、有馬奈津美、瑞慶村祥子、高田一樹、高橋司、岡山眞也、亀山敦史、宮本貴資、笹淵拓也、亀井喜美、満人誌、岩崎優貴、長谷部雄人、石﨑淳、赤堀哲也、加藤千晶、紀湘琳、及川洋平、志田誉幸、松尾直子、佐藤譲二、田山康一郎、小松幸敏、佐藤絵理、崔智安、扇畑亘、桑原香織、郡司泰雅、太田昌伸、辻美子、関友香理、西木亮、大友野乃花、高橋瑞季、井田美由紀、土佐実季世、平原かおり、小浦順平、安孝貞、山口由晃、遠藤泰輔、阿部ひとみ、小野喬、西尾享祐、有賀響平、藤田大樹、大井友美、小林純平、名取佑樹、宮入夏帆、向坂圭祐、池田真希、和田薫、安井啓太、櫻田志歩、小柳直康、吉野篤史、唐川海咲、井戸湧太、相原久美子、小高浩志、武田奈々瀬、永井愛、鈴木亜耶乃、塚本知華、大須賀美紀、江川知宏、河野拓馬、酒井尋子、水口直治、池田修大、福田和弘、高見澤弘樹、山下晴代、鈴木遼太、伊藤実（知）和子、河合亮輔、諏訪原彩、河原由希奈、木村真菜、青木優太、大城飛鳥、服部愛寿美、山本夕莉奈、菱田将太、市野綾海、長谷川智也、影山龍太、石月凛矢、花野友季子、神林直人、菅野竜一、山口裕樹、冷水真知子、瀧本雄将、松本佳奈子、今咲乃、藤井祐美子、杣俊輔、樫尾魁、加藤涼子、松田咲紀、黒柳勇人、井上貴美子、小谷彩香、吉本沙織、今野瑞樹、手嶋晶太、土屋翔太、石田駿弥、増田行玖、伊藤弘暁、坂元優歩、中平怜奈、河田里実、羽佐田侑宇、倉田隆一、寺田健太、小林潤平、磯部衣世、佐々木拓弥、石川卓哉、田中健太、菅勇次朗、栗川鈴未、西岡真結子、松川起帆、中島健、村上優奈、鈴木あかり、前田優子、吉村大輝、武藤和俊、野村竜也、小坂貴司、曽根隆平、江畑琢也、山城泰一、井口俊祐、河野正志、水上和正、因幡大祐、平山晃仁、長江真也、藤川悟志、富永直也、野谷孝文、清家千晶、釜口恵太、藤村香里、伊藤善洋、大杉悠介、青山広野、三浦大明、森谷大輔、駒形裕美、山田紀人、小泉瑠沙子、安保美優、白井薫、谷田勇樹、小嶋眞生、石岡桜咲、林部海斗、河﨑千佳子、富永祐貴、柴﨑祐輔、人見裕司、谷口真美、熊谷眞子、角香苗、梅田凌弥、荒井咲穂、木内光、相沢洋大、中村弘、舟根佳祐、須藤拓巳、北原加歩、李世撛、冨田栞里、齊藤杏美、赤石美希、志水佑綺、石井晶子
- 制作進行：佐々木乃武良、太田恵
- 企画協力：雨宮秀彦（2023年9月24日）
- 構成：金森直哉、吉野宏、池尻久志、中村周史、大塚三十四、マツピロ、尾首大樹
- リサーチ：島田京代、中澤範行（之）、高橋聡子、大島祐紀子、原田幸宏、神谷直樹、宇津木瞳子、高村敬一、鹿山智美、角田さち代、坪田あすか、小泉暁、高橋直子、エムカク
- TM：吾妻光良、勝見明久、江村多加司、新名大作、鈴木修一（鈴木→2023年3月12日）、小椋敏宏
- TD：天内理絵、吉﨑慶（吉﨑→2020年12月20日）、三崎美貴、立川良太（共に2024年9月1日）
- SW：高梨正利、三井隆裕、村松明、津野祐一（津野→2022年1月16日）、齋藤裕己（齋藤→2023年3月12日）、西村洋（西村→2024年9月1日）
- カメラ：山田祐一、柴崎進、渡辺滋雄、日向野崇、西阪康史
- MIX：大島康彦、鈴木佳一、池田正義、加賀金重郎、中村宏美
- 調整：服部博、弓削聡、佐藤満、山口考志、笈川太、小澤郁彌、杉本裕治、別当亮、矢田部昭、石山実、飯島友美、三山隆浩、石野太一、佐藤大心、八木一夫、塩原和益、清水秀明、向山江梨佳、古手川大
- 照明：小川勉、内藤晋、高橋明宏、中瀬有紀、村山真美、真壁弘、木村明、安井雅子、高星武志、阿部権治、佐野広之、大川俊行、河内俊明、木村弥史、大矢晃、坂下毅一、谷田部恵美、井口弘一郎、名取孝昌、竹田宏幸、下平好実、宮田千尋、粂野高央、村上洋平、小笠原雅登、藤山真緒
- ECG：宮前芳恵（2023年3月12日・4月23日・8月27日）
- 技術協力：千代田ビデオ（24時間テレビ直後生放送のみ）
- 美術：小野寺一幸、林健一、佐藤千穂
- デザイン：星野充紀
- 編集：安井純治、今田嘉紀、宿屋好孝、居川貴美晃、川奈部野和、生田目隼、奥河内晋作、森田智之、髙田裕明、遠藤龍祐、西田拓実、長谷川賢太、加藤雄一、古橋満希夫、大沼和一、髙橋直人、飯田光朗、半沢克也（飯田・半沢→2023年8月27日）
- MA：奥田幸裕
- データ放送：髙山祐司（2020年12月20日）
- バーチャル：園田悠之佑（2020年12月20日）
- 広報：杉山克美、一杉早智、高木明子、満松隆一郎、玉造昌和
- デスク：小池智子（2002年4月7日 - 2012年4月8日）、宮城知代（2012年4月15日 - 2020年4月）、中原美佳（2020年5月 - 2022年9月）
- 編成企画：原司
- 制作協力：ジーワン

## ネット局と放送時間
| 放送対象地域   | 放送局                    | 系列                                         | 放送期間                     | 放送日時             | ネット状況 |
| -------------- | ------------------------- | -------------------------------------------- | ---------------------------- | -------------------- | ---------- |
| 関東広域圏     | 日本テレビ（NTV）         | 日本テレビ系列                               | 2002年4月7日 - 2025年3月30日 | 日曜日 21:00 - 21:54 | 制作局     |
| 北海道         | 札幌テレビ（STV）         | 日本テレビ系列                               | 2002年4月7日 - 2025年3月30日 | 日曜日 21:00 - 21:54 | 同時ネット |
| 青森県         | 青森放送（RAB）           | 日本テレビ系列                               | 2002年4月7日 - 2025年3月30日 | 日曜日 21:00 - 21:54 | 同時ネット |
| 岩手県         | テレビ岩手（TVI）         | 日本テレビ系列                               | 2002年4月7日 - 2025年3月30日 | 日曜日 21:00 - 21:54 | 同時ネット |
| 宮城県         | ミヤギテレビ（MMT）       | 日本テレビ系列                               | 2002年4月7日 - 2025年3月30日 | 日曜日 21:00 - 21:54 | 同時ネット |
| 秋田県         | 秋田放送（ABS）           | 日本テレビ系列                               | 2002年4月7日 - 2025年3月30日 | 日曜日 21:00 - 21:54 | 同時ネット |
| 山形県         | 山形放送（YBC）           | 日本テレビ系列                               | 2002年4月7日 - 2025年3月30日 | 日曜日 21:00 - 21:54 | 同時ネット |
| 福島県         | 福島中央テレビ（FCT）     | 日本テレビ系列                               | 2002年4月7日 - 2025年3月30日 | 日曜日 21:00 - 21:54 | 同時ネット |
| 山梨県         | 山梨放送（YBS）           | 日本テレビ系列                               | 2002年4月7日 - 2025年3月30日 | 日曜日 21:00 - 21:54 | 同時ネット |
| 新潟県         | テレビ新潟（TeNY）        | 日本テレビ系列                               | 2002年4月7日 - 2025年3月30日 | 日曜日 21:00 - 21:54 | 同時ネット |
| 長野県         | テレビ信州（TSB）         | 日本テレビ系列                               | 2002年4月7日 - 2025年3月30日 | 日曜日 21:00 - 21:54 | 同時ネット |
| 静岡県         | 静岡第一テレビ（SDT）     | 日本テレビ系列                               | 2002年4月7日 - 2025年3月30日 | 日曜日 21:00 - 21:54 | 同時ネット |
| 富山県         | 北日本放送（KNB）         | 日本テレビ系列                               | 2002年4月7日 - 2025年3月30日 | 日曜日 21:00 - 21:54 | 同時ネット |
| 石川県         | テレビ金沢（KTK）         | 日本テレビ系列                               | 2002年4月7日 - 2025年3月30日 | 日曜日 21:00 - 21:54 | 同時ネット |
| 福井県         | 福井放送（FBC）           | 日本テレビ系列                               | 2002年4月7日 - 2025年3月30日 | 日曜日 21:00 - 21:54 | 同時ネット |
| 中京広域圏     | 中京テレビ（CTV）         | 日本テレビ系列                               | 2002年4月7日 - 2025年3月30日 | 日曜日 21:00 - 21:54 | 同時ネット |
| 近畿広域圏     | 読売テレビ（ytv）         | 日本テレビ系列                               | 2002年4月7日 - 2025年3月30日 | 日曜日 21:00 - 21:54 | 同時ネット |
| 鳥取県・島根県 | 日本海テレビ（NKT）       | 日本テレビ系列                               | 2002年4月7日 - 2025年3月30日 | 日曜日 21:00 - 21:54 | 同時ネット |
| 広島県         | 広島テレビ（HTV）         | 日本テレビ系列                               | 2002年4月7日 - 2025年3月30日 | 日曜日 21:00 - 21:54 | 同時ネット |
| 山口県         | 山口放送（KRY）           | 日本テレビ系列                               | 2002年4月7日 - 2025年3月30日 | 日曜日 21:00 - 21:54 | 同時ネット |
| 徳島県         | 四国放送（JRT）           | 日本テレビ系列                               | 2002年4月7日 - 2025年3月30日 | 日曜日 21:00 - 21:54 | 同時ネット |
| 香川県・岡山県 | 西日本放送（RNC）         | 日本テレビ系列                               | 2002年4月7日 - 2025年3月30日 | 日曜日 21:00 - 21:54 | 同時ネット |
| 愛媛県         | 南海放送（RNB）           | 日本テレビ系列                               | 2002年4月7日 - 2025年3月30日 | 日曜日 21:00 - 21:54 | 同時ネット |
| 高知県         | 高知放送（RKC）           | 日本テレビ系列                               | 2002年4月7日 - 2025年3月30日 | 日曜日 21:00 - 21:54 | 同時ネット |
| 福岡県         | 福岡放送（FBS）           | 日本テレビ系列                               | 2002年4月7日 - 2025年3月30日 | 日曜日 21:00 - 21:54 | 同時ネット |
| 長崎県         | 長崎国際テレビ（NIB）     | 日本テレビ系列                               | 2002年4月7日 - 2025年3月30日 | 日曜日 21:00 - 21:54 | 同時ネット |
| 熊本県         | くまもと県民テレビ（KKT） | 日本テレビ系列                               | 2002年4月7日 - 2025年3月30日 | 日曜日 21:00 - 21:54 | 同時ネット |
| 大分県         | テレビ大分（TOS）         | 日本テレビ系列 フジテレビ系列                | 2002年4月7日 - 2025年3月30日 | 日曜日 21:00 - 21:54 | 同時ネット |
| 宮崎県         | テレビ宮崎（UMK）         | フジテレビ系列 日本テレビ系列 テレビ朝日系列 | 2002年4月7日 - 2025年3月30日 | 日曜日 21:00 - 21:54 | 同時ネット |
| 鹿児島県       | 鹿児島読売テレビ（KYT）   | 日本テレビ系列                               | 2002年4月7日 - 2025年3月30日 | 日曜日 21:00 - 21:54 | 同時ネット |
| 沖縄県         | 沖縄テレビ（OTV）         | フジテレビ系列                               | 2002年5月7日 - 2025年5月3日  | 日曜日 9:00 - 9:55   | 遅れネット |

放送局の内、クロスネット局のテレビ宮崎では放送時間が『FNSの日』と重なる場合は原則としてフジテレビ系列の同時ネットを優先している。

## 備考

### 兄弟番組
本番組のスタッフの多くは、同局でかつて放送されていた『謎を解け!まさかのミステリー』、特番として放映されている『ニッポン人が好きな偉人ベスト100』、2008年2月から放映される『人生が変わる1分間の深イイ話』、そして2008年11月13日放送のモクスペ『行列のできる芸能人通販王決定戦』にも携わっている。その証拠に『深イイ話』には2008年5月12日放送分と同年9月8日放送分で、本番組の出演者が出演し、コラボレーションを行った。さらに、6月8日放送分はエンディングではエンドロールと共に、翌日の『深イイ話』の予告も行っている。また、『通販王』に至っては本番組セットをそのまま使っていた。

### フジテレビ系列『ザ・ジャッジ』との抗争
本番組がレギュラー化される前の2001年10月に放送が開始されたフジテレビ系列『ザ・ジャッジ! 〜得する法律ファイル』（後の『ザ・ジャッジEX』、2005年3月終了）も同じく法律相談を扱った番組で、非常に内容が似通っていた。そのため、日本テレビ側が編成部長の土屋敏男名で抗議文を送るなど、フジテレビとの間で「パクリ抗争」が勃発していた。
当時日本テレビの萩原敏雄社長は、本番組レギュラー放送開始を発表した当時の定例会見で「パクられたからと言って、ガタガタ言っても仕方ない。パクった方よりいい数字で勝てばいい」とコメントしており、本番組のレギュラー放送は事実上、日本テレビがフジテレビの『ザ・ジャッジ』に挑戦状を叩きつけるような形で開始されている。
実際には、「ザ・ジャッジ!」は弁護士が一人であり、またその結論に至る理由を詳細に説明している点が本番組と異なる。また、法律を扱う番組で弁護士が出るバラエティ番組としては日本放送協会「バラエティー生活笑百科」という先例もある。
『ザ・ジャッジ』の終了後、及び『行列』が法律をテーマにした内容を扱わなくなって以降は双方のわだかまりもなくなっていき、2023年1月15日放送分の前半ブロックにはゲストとして『ザ・ジャッジ』のレギュラーパネラーだった太田光（爆笑問題）が初めて『行列』に出演した。

### コラボレーションCM
- 2009年10月より2010年1月までは、かつて番組スポンサーの1つであったタイガー魔法瓶とのコラボレーションCMを放送していた。
- これは6月28日放送分で「私たち結構頑張ってるのに何故かCM出演ゼロなんですSP」としてCM出演が1本もないタレントがゲストとして集まり、企業にアピール（提供クレジットの上下にもスポンサーに呼びかけるテロップを表示）をした結果、タイガーがそれに答えて（タイガーのCMを希望していた）陣内智則と磯野を番組内で流す「土鍋釜・黒」CMキャラクターとして起用して実現したものである。ナレーションも武田広が担当している。
- 現在はライオン・日産自動車などが『スッキリ』や『ヒルナンデス!』などと同様に番組のセット・演出を使ったCMを放送している。

### ロシナンテス関連
- 2010年2月7日に活動が取り上げられた。理事長の川原尚行がスタジオに出演。
  - きっかけは紳助が『朝日新聞』の記事でロシナンテスの活動を目にしたことであった。ちなみに、その記事は偶然にも紳助の娘の友人が担当したものであった。
- 2010年5月2日放送分において、本田泰人（川原理事長と同じ北九州市出身）がボランティアで現地の女子サッカーを指導。わたせせいぞうがこの活動のイラストを完成させている。

### 紳助の引退に伴う対応
2011年8月28日は、紳助の芸能界引退の影響で休止となり、前枠番組『世界の果てまでイッテQ!』の2時間スペシャルが放送された。8月29日に日本テレビより放送継続が発表。9月4日以降は司会者を交代して継続されることになり、東野幸治・後藤輝基に加え、綾部祐二・明石家さんま・ベッキー・桝太一が代理司会を務めた。いずれも暫定的な臨時司会であった。
紳助引退・降板の影響で、各局における再放送（後述）は当面の間は別番組に差し替えられ、時差ネット局の沖縄テレビも2011年8月28日から9月25日までは『1億人の大質問!?笑ってコラえて!』 などに差し替えていた。
過去の紳助と出演者のトークのVTRが使用されるときは、出演者の発言シーンの部分のみ使用され、紳助の顔や姿が映りこまないように編集して放送されているが、そのような場合でも、相槌程度の声が入っていることはある。
一方で、出演者が紳助の実名を出してトークをすることがある（特にスペシャルMCの 明石家さんま）。2017年12月17日の700回記念スペシャルの冒頭でも、東野が紳助が6年前に引退したことを実名を伏せずに説明している。また、2018年5月20日放送分での上述のカンボジアのプロジェクトにおいても「紳助が発案した」ことが説明され（紳助の発言は別のナレーターで処理）、本人の姿こそ映らなかったものの当時の映像における声、本人が描いた作品が放送された。また、前述の通り、最終回では紳助が、カンボジアプロジェクトについて語るシーンが放送された。

## 関連番組
- 謎を解け!まさかのミステリー（2003.10.17 - 2006.3.10） - 同じ司会・スタッフが携わっていた。
- 人生が変わる1分間の深イイ話（2008.2.25 - 2022.3.21） - かつては同じ司会・スタッフが携わっていた。
- 行列のできる芸能人通販王決定戦（2008.11.13 - ） - 同じ司会・スタッフが携わっている。